# Ferdinand Sauerbruch

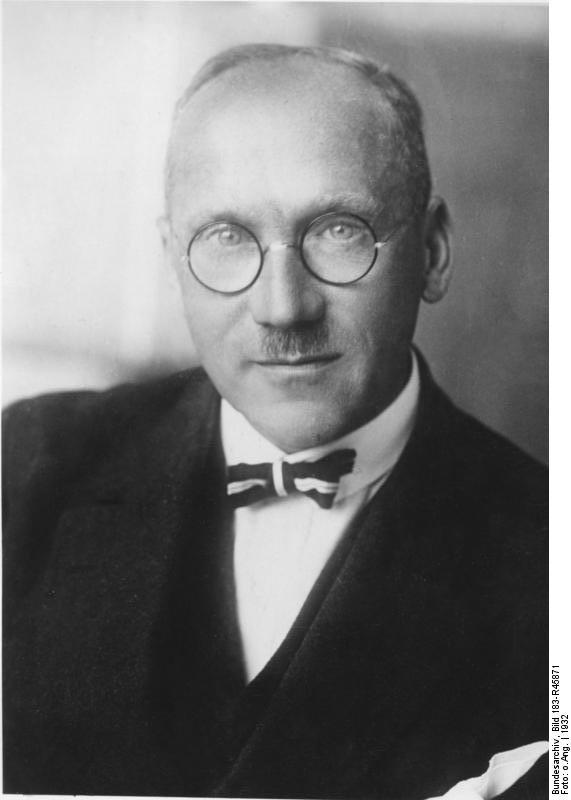
Ferdinand Sauerbruch, 1932

Ernst Ferdinand Sauerbruch (* 3. Juli 1875 in Barmen, heute Stadtteil von Wuppertal; † 2. Juli 1951 in Berlin) war ein deutscher Chirurg und Sanitätsoffizier. Er war Generalarzt, Staatsrat, Geheimrat, Hochschullehrer und einer der bedeutendsten und einflussreichsten Chirurgen des 20. Jahrhunderts. Bekannt wurde er unter anderem als Pionier der neuzeitlichen Thoraxchirurgie und der 1904 in Breslau entwickelten Unterdruckkammer sowie die Entwicklung einer künstlichen Hand.

## Leben

### Schule und Studium
Ferdinand Sauerbruchs Vater, technischer Leiter einer Tuchweberei, verstarb etwa zwei Jahre nach Ferdinands Geburt an „galoppierender Schwindsucht“. Sein Vermögen hatte er in die Konstruktion eines neuen Webstuhls investiert und verloren. So zog Ferdinand mit seiner Mutter (geboren 1840; gestorben 1920 in Folge eines Schlaganfalls im Münchner Anwesen Ferdinand Sauerbruchs, wie ihr Ehemann beigesetzt in Barmen) finanziell mittellos ins Haus seines Großvaters in das wie sein Geburtsort im Bergischen Land liegende Elberfeld und wuchs dort auf. Der Großvater, Vater seiner Mutter, Friedrich Hammerschmidt, war Schiedsmann am Elberfelder Rathaus und erfolgreicher Schuhmachermeister, der von da an die Rolle von Ferdinands Vater übernahm. Im Haushalt des Großvaters, der von dessen Tochter Mathilde († 1922) geführt wurde, lebte noch eine weitere seiner Töchter sowie deren Sohn Fritz, die beide später, dem Ehemann und Vater folgend, nach Australien auswanderten.:S. 7–17 und 253 f.
Ferdinand Sauerbruch besuchte die Volksschule in Elberfeld und bestand 1895 das Abitur am Realgymnasium, das er ab Ostern 1885 besucht hatte. (Der Großvater starb während der Schulzeit Sauerbruchs.):S. 15 Anschließend begann er ein Studium der Naturwissenschaften an der Universität Marburg. Dort wohnte er zunächst bei einer Lokomotivführerwitwe in der Rosenstraße und wurde Mitglied des pharmazeutisch-naturwissenschaftlichen Vereins „Pharmacia“, einer naturwissenschaftlichen Studentenverbindung und Vorläuferin der heutigen Landsmannschaft Hasso-Borussia Marburg. Dort trat er wenig später wieder aus und wurde Mitglied beim Naturwissenschaftlich-Medizinischen Verein Studierender zu Marburg, der heutigen Landsmannschaft Nibelungia, die er noch während seiner Fuxenzeit wegen „ungebührlichen Verhaltens auf dem Haus“ wieder verlassen musste. Um ein humanistisches Studium absolvieren zu können, unterzog er sich zunächst einem Griechisch-Examen am Marzellen-Gymnasium in Köln, das er jedoch nicht bestand, sodass ihm nur die Notlösung, Oberlehrer zu werden, erreichbar schien.:S. 23–29 Im Jahr 1896 absolvierte er jedoch erfolgreich die für ein Medizinstudium, das er nun anstrebte, erforderliche Graecumprüfung am altsprachlichen Gymnasium in Mülheim an der Ruhr.
Er wechselte dann an die Medizinische Fakultät der Universität Leipzig.
Zu seinen Lehrern an der Leipziger Universität gehörten der Schweizer Anatom und Geheimrat Wilhelm His, der seinem Studenten ein Zimmer und „freie Verpflegung“ in seinem Institut verschaffte, und der Chirurg Paul Leopold Friedrich, der später sein Chef in Greifswald wurde.:S. 30 f. und 95

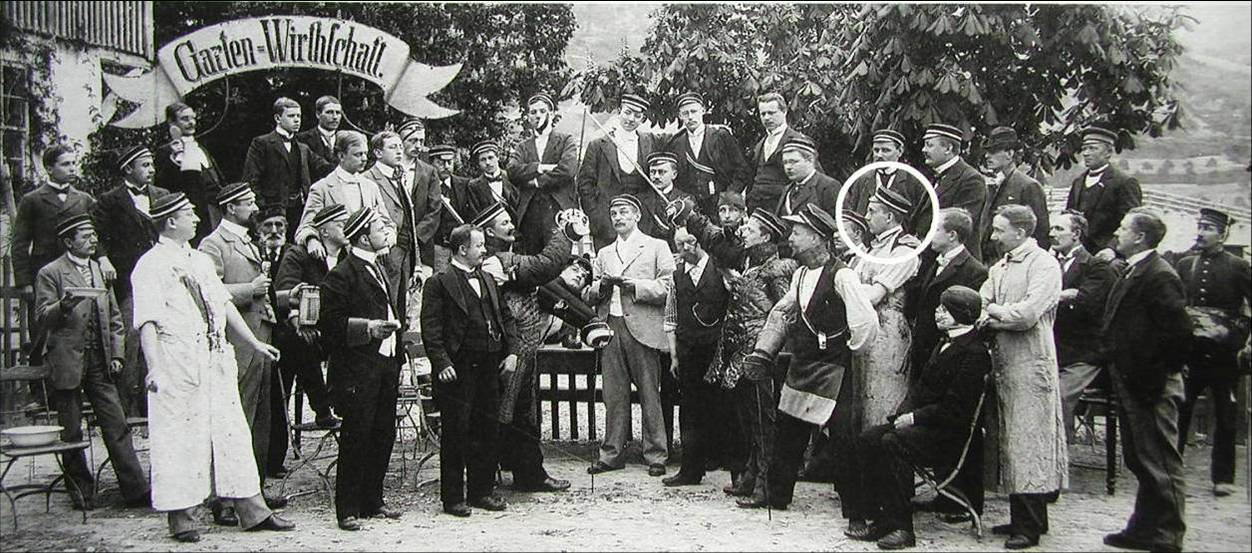
Ferdinand Sauerbruch (Kreis) 1901 als Paukarzt in Jena

Er hatte, angeraten von Wilhelm His, auch einen kurzen Studienaufenthalt in Jena, wo er der Turnerschaft Borussia beitrat, deren Conkneipant er wurde und für die er später als Paukarzt auf Mensurtagen tätig war.
In Leipzig bestand Sauerbruch am 26. Februar 1901 das Staatsexamen und erhielt die „für das Gebiet des Deutschen Reiches“ gültige Approbation als Arzt.:S. 31

### Erste Jahre als Arzt, 1902 bis 1908 (Thüringen, Kassel, Berlin, Breslau, Greifswald)
Im Jahr 1902 wurde er mit einer Dissertation über einen Fall kindlicher Knochenerweichung (Ein Beitrag zum Stoffwechsel des Kalks und der Phosphorsäure bei infantiler Osteomalacie) bei Heinrich Curschmann zum Dr. med. promoviert, an deren Schluss er eingestehen musste: „Wir fanden bei unserer Arbeit nichts Neues“.
In Neudietendorf in der Nähe von Erfurt, arbeitete er kurz als praktischer Arzt in einer Landarztpraxis, bevor er auf ein Inserat hin Assistent in der chirurgischen Abteilung am von ihrem ärztlichen Direktor Rockwitz geleiteten Hessischen Diakonissenkrankenhaus in Kassel wurde, wo er von Anfang April bis Anfang August 1901 angestellt war, auch seine ersten chirurgischen Eingriffe durchführte.:S. 32 f. und 35–39 Dort überwarf er sich jedoch mit der Oberschwester und wechselte, nachdem er eine Weile in der Privatpraxis von Rockwitz gearbeitet hatte, am 1. Oktober desselben Jahres als Assistent an die chirurgische Abteilung des Städtischen Krankenhauses in Erfurt, wo er unter Leitung des Sanitätsrats Bock 1902 Erster Assistenzarzt wurde. In Erfurt begann er bereits, sich mit den Ursachen und Behandlungsmöglichkeiten des Pneumothorax (der „Luftbrust“) zu beschäftigen und schrieb seine ersten publizierten wissenschaftlichen Arbeiten. Es wurde ihm daraufhin empfohlen, in einer Universitätsstadt auch wissenschaftlich zu arbeiten und er kündigte zum 1. Januar 1903 seine Stelle in Erfurt.:S. 33–47
Ab 1903 arbeitete Sauerbruch für ein Dreivierteljahr bei Langerhans als Volontärassistent an der pathologisch-anatomischen Abteilung des Krankenhauses Moabit zu Berlin und ging noch am 1. Oktober desselben Jahres an die Königliche Chirurgische Klinik zu Breslau, wo er als Volontärarzt, ab Ende Januar 1904 als wissenschaftlicher Assistent des Geheimrats und Klinikchefs Johannes von Mikulicz-Radecki und bereits ab 1. Oktober 1904 als (klinischer) Assistenzarzt:S. 96 f. arbeitete (Mikulicz hatte ihm aufgrund seiner publizierten wissenschaftlichen Arbeit die Stelle von Amerika aus in einem Brief angeboten). In Breslau, wo ihn anfänglich vor allem sein Kollege Hubert Bardenheuer, der Sohn des bedeutenden Kölner Chirurgen Bernhard Bardenheuer, unterstützte und der leitende Oberarzt Walther Kausch ihm eine Station zuteilte,:S. 47–50 und 96 f. wurde Sauerbruch, der neben seiner chirurgischen Tätigkeit auch Narkosen (so auch Anfang Januar 1905 bei einer Operation an Mikulicz, bei der dessen unheilbares Krebsleiden festgestellt wurde) durchzuführen hatte, bald Oberarzt. Angespornt durch seinen Chef Mikulicz, der eine Möglichkeit suchte, Operationen an der Speiseröhre bei offenem Brustkorb (intrathorakal) durchzuführen, begründete er nach mehreren Misserfolgen mit der von ihm in Breslau entwickelten Unterdruckkammer (Druckdifferenzverfahren) die Thoraxchirurgie, d. h. die Operation am offenen Brustkorb. Für viele Tuberkulosekranke, vor allem für solche mit einseitiger schwerer Tuberkulose, war damit durch zuvor nicht mögliche Eingriffe eine chirurgische Therapie denkbar. In Breslau lebte Sauerbruch zunächst in einem gemieteten Zimmer in der Stadt, später in der Klinik.:S. 50–69, 87–88 und 167 Am 8. Juni 1905 habilitierte er sich als Privatdozent für Chirurgie an der Breslauer Universität. (Er wurde von der Medizinischen Fakultät dazu weitaus früher als üblich zugelassen.):S. 81 und 97
Nach dem Tod von Mikulicz-Radecki bewarb sich Sauerbruch, da sicher war, dass Mikulicz’ Nachfolger Garré seinen eigenen Oberarzt nach Breslau mitbringen würde, erfolgreich als Oberarzt bei seinem ehemaligen Leipziger Chirurgieprofessor Paul Leopold Friedrich am Universitätsklinikum Greifswald und löste daraufhin seinen Arbeitsvertrag in Breslau auf und erhielt am 25. Juli 1905 sein Zeugnis von dem mit der Leitung der Breslauer Klinik beauftragten Professor Walther Kausch. Während eines Urlaubs auf Rügen verlobte sich Sauerbruch mit einer Fabrikantentochter, nahm aber, zurückgekehrt nach Breslau, bald Abstand von der geplanten Heirat (und ließ sich durch den Internisten Bruno Buchholz in einem schlechten Licht darstellen).
Im Herbst 1905 verließ Sauerbruch die Großstadt Breslau und fuhr mit dem D-Zug nach Greifswald, eine „kleine norddeutsche Universitätsstadt“ mit etwa 24.000 Einwohnern, seiner neuen Wirkungsstätte, wo er in der dortigen chirurgischen Klinik am Stadtrand ein Zimmer bezog und als Oberarzt tätig wurde. Zur Weiterführung seiner Forschung mit der Unterdruckkammer und angeraten von seinem Breslauer Kollegen und Freund Willy Anschütz ließ er sich die erste Version der Kammer von Breslau nach Greifswald schicken. Zu Operationen am Menschen mit dem Unterdruckkammer-Verfahren kam es dort allerdings nicht. In Greifswald lernte er den Pharmakologie-Professor und Geheimrat Hugo Schulz als Kollegen und Freund sowie dessen Tochter, Adeline (Ada) (* ca. 1885), kennen.:S. 95–107, 385 und 399 Diese arbeitete wissenschaftlich mit ihrem Vater. Sauerbruch und Adeline Schulz verlobten sich.
Als Sauerbruchs Chef, Paul Leopold Friedrich, im Sommer 1907 einen Ruf an die Universität Marburg angenommen hatte, schlug er jenem vor, ihm als Oberarzt dorthin zu folgen. Daraufhin stellte sich Sauerbruch im Kultusministerium bei dem Geheimrat und Personalreferenten Friedrich Althoff in Berlin vor, der ihm empfahl, Friedrichs Vorschlag zu folgen, und ihm zudem die Leitung der Poliklinik in Marburg in Aussicht stellte. Sauerbruch und Friedrich reisten also beide nach Marburg.:S. 106 f.

### Professur in Marburg (1908 bis 1910)

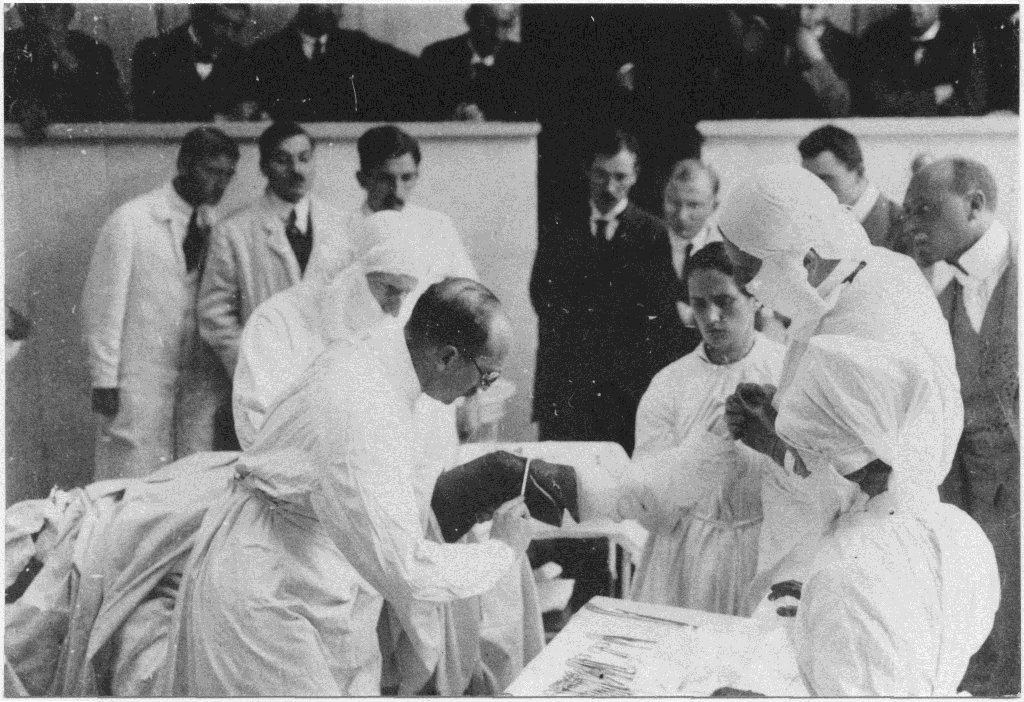
Sauerbruch an der Universität Zürich

Sauerbruch wurde 1908 Oberarzt und Privatdozent in Marburg, wo er in Greifswald mit Ratten begonnene Experimente zur Inneren Sekretion (der Bauchspeicheldrüse) an operativ zu siamesischen Zwillingen gemachten, „parabiotischen“ Hunden, fortsetzte. Am 3. Januar 1908 heirateten er und Ada Schulz in Greifswald. Anschließend zog auch sie nach Marburg. Sie bezogen eine Wohnung in einem von dem Bauunternehmer und Spekulanten Weißkopf neugebauten Mietshaus auf einem Eckgrundstück in der Biegenstraße nahe den Universitätskliniken.
Eingeladen von der American Medical Association reiste Sauerbruch im Frühjahr 1908 samt der kleinen Version seiner Unterdruckkammer nach New York, um diese dort bei einem Vortrag im damaligen German Hospital vorzustellen. Im Anschluss besuchte Sauerbruch die Mayo-Klinik in Rochester (Minnesota), wo er mit den Brüdern Charles Horace Mayo und William James Mayo seine Erfindung diskutierte und sich mit ihnen anfreundete. (Den Vater der Brüder, den Begründer der Mayo-Klinik, lernte er ebenfalls kennen.) In Marburg erhielt Sauerbruch am 24. Dezember 1908 ein am 23. September gezeichnetes Schreiben vom Minister der Geistlichen, Unterrichts- und Medizinal-Angelegenheiten über seine Ernennung zum außerordentlichen Professor der Medizinischen Fakultät der Universität zu Marburg.:S. 103, 107, 111 und 125 Ada und er bekamen fünf Kinder. (Das erste, Ursula Marie Helene Thekla Gertrude, wurde am 7. Oktober 1908 geboren, wurde am 16. Februar 1909 in der Elisabethkirche getauft und starb bereits am 17. Februar 1909 an der zu dieser Zeit in Hessen sich ausbreitenden Kinderlähmung.) Mit dem Psychologie-Professor Lohrmann forschte er in Marburg zum Thema „Blutleere im Gehirn“.:S. 110 Am Fest der Heiligen Drei Könige 1910 wurde Ada und Ferdinand Sauerbruchs Sohn Hans in Marburg geboren. Im Herbst 1910 erhielt Sauerbruch einen Ruf nach Zürich. Zuvor hatte er in Zürich mit dem Pharmakologen Max Cloëtta und dem Anatomen Georg Ruge, mit denen und deren Gattinnen er und seine Frau sich in Zürich befreundeten, sowie dem Regierungsrat Heinrich Ernst (1847–1934) entsprechende Gespräche geführt. Auch hatten im Vorfeld Schweizer Lungenspezialisten (darunter Lucius Spengler) auf der Suche nach einem potentiellen Nachfolger des renommierten Rudolf Ulrich Krönlein in Zürich bereits 1908 in Marburg Sauerbruch beim Vortrag zugehört. Diese und der Chirurg Theodor Kocher hatten sich bei Regierungsstellen für Sauerbruch ausgesprochen. Der am 6. Oktober als „Anstellungsdekret“ formulierte Ruf nach Zürich an den dortigen Lehrstuhl für Chirurgie kam am 8. Oktober 1910 bei Sauerbruch an.:S. 112–117, 123–129 und 157

### Zürich, Greifswald und Singen (1910 bis 1918)
Die Familie Sauerbruch zog im Oktober nach Zürich und wohnte zunächst in einem kleinen Haus in der Freiestrasse in Zürich-Hottingen. Später zog die Familie in die Nähe der Universitätsklinik in ein altes, in einem Park gelegenes weitläufiges Patrizierhaus neben der Pension Florhof in der Florhofgasse, wo Sauerbruch auch eine Privatpraxis betrieb und seine Kinder Friedrich (am 31. August 1911), Peter (am 5. Juni 1913) und Marie Helene, genannt Marilen (am 27. April 1917) geboren wurden. Ab 15. Oktober 1910 war Ferdinand Sauerbruch als Nachfolger von Krönlein als ordentlicher Professor und Lehrstuhlinhaber für Chirurgie an der Universität Zürich und Direktor der Chirurgischen Klinik und Poliklinik des Kantonsspitals Zürich tätig. (Sauerbruch hatte auch eine Berufung nach Greifswald erhofft, an erster Stelle auf der Berufungsliste stand jedoch Fritz König, der dort 1910 Ordinarius wurde.) Kurz vor Krönleins Tod suchte Sauerbruch diesen noch in seiner Wohnung auf, verbrannte für ihn die Briefe einer ehemaligen Liebe und erhielt Gold und Bargeld für den Aufbau einer Kinderabteilung im Kantonsspital, die mit zusätzlichen Mitteln, welche dem Kuratorium der Klinik von Krönlein hinterlassen wurden, dann nach Vorstellungen Sauerbruchs errichtet wurde. Bis Ostern 1911 folgten Sauerbruch die Ärzte Birkelbach und Wilhelm Jehn sowie die Laboranten Rohde (Sauerbruchs „Operationswärter“ in Zürich) und Gustav Kratzat (als Laboratoriumsdiener und Tierwärter) nach Zürich.:S. 123–133, 147, 156 f., 173 und 182 Sauerbruchs Ehefrau Ada übernahm 1915 auch die Organisation und Verwaltung einer von Sauerbruch in Zürich neugegründeten Privatklinik. Sie tippte den von ihrem Ehemann diktierten Text für sein erstes großes Werk über die Chirurgie der Brustorgane auf einer immer mitgeführten Schreibmaschine. (Später übernahm die 1915 für die Privatklinik engagierte Privatsekretärin Johanna Leske in München diese Aufgabe.):S. 160 und 202 f. Für die Universitätsklinik (bis 1977 Kantonsspital, danach Universitätsspital genannt) schaffte Sauerbruch nun Druckdifferenz-Geräte an und operierte erfolgreich Patienten in der Unterdruckkammer. Zu seinen engsten Mitarbeitern und den Freunden der Familie Sauerbruch gehörte der Schweizer Emil Schumacher (1880–1914), mit dem er 1911 die Technik der Thoraxchirurgie herausgab. Zu seinen Patienten in Zürich und konsiliarisch auch in Davos (wo er auch in den 1920er-Jahren noch konsiliarisch tätig war) gehörten um 1911 unter anderem die mit dem König von England verwandte achtzehnjährige Tochter von Ruth und Frederik (Earl of) Cavendish-Bentinch, der russische Minister für Auswärtige Angelegenheiten Sergei Dmitrijewitsch Sasonow sowie für das Ziehen eines Zahnes auch der aus dem Zarenreich emigrierte Student Wladimir Uljanow. Auch der reiche, nicht zunächst wie vermutet an Hautkrebs, sondern an Krampfadern erkrankte Kaufmann Ludwig Rothschild (geboren 1849) nahm Sauerbruchs Dienste 1910 in Gailingen in Anspruch. Weitere prominente Patienten waren ein Fürst von Radziwill, die Tochter des Bundespräsidenten Ludwig Forrer und etwas später beim Herbstmanöver von 1912 der Schweizer Divisionär Hermann Steinbuch. Im Oktober 1917 operierte er, als Konsiliarius von seinem Kollegen und Freund Anton von Eiselsberg gebeten, den König von Griechenland Konstantin I., der in Begleitung eines Hofstaats von 60 Personen von seinem Aufenthaltsort in Pontresina aus die Privatklinik von Sauerbruch in Zürich aufgesucht hatte. Nach der Genesung des mittellosen, seine Behandlungskosten (bis zu seiner Wiedereinsetzung) schuldiggebliebenen Königs übergab Sauerbruch an Kaiser Wilhelm II. im Schloss Bellevue in Berlin einen Brief des ehemaligen griechischen Regenten, der Angebote bezüglich der Nachkriegszeit enthielt. Den deutschen Kaiser hatte Sauerbruch bereits im Rahmen des Herbstmanövers von 1912 in Zürich kennengelernt. Die „nur der Arbeit“ gewidmete Zeit in Zürich beschreibt Sauerbruch als die glücklichste seines Lebens. Rufe nach Halle und Königsberg lehnte er ab. Zum Freundeskreis der Sauerbruchs in Zürich gehörten der wohlhabende Fabrikant Ernst Zollinger-Jenny und dessen Ehefrau.:S. 132–158, 162, 164 f., 167, 202–215, 239 und 296
Mit Ausbruch des Ersten Weltkrieges im Juli 1914 sprach Sauerbruch bei Regierungspräsident Ernst (siehe oben) vor und wurde von diesem auf unbestimmte Zeit beurlaubt, um sich in Deutschland als Kriegsfreiwilliger melden zu können. Seine Vertretung übernahm sein Oberarzt Carl Henschen, der sich auch um Sauerbruchs Familie in Zürich kümmerte. Nachdem er seine Bereitschaft, in der Armee zu dienen, an die Deutsche Gesandtschaft in Bern telegrafiert hatte, wurde Sauerbruch zum Oberstabsarzt und (anstelle des schon zu betagten Geheimrats Madelung, der den chirurgischen Lehrstuhl an der Universität Straßburg innehatte) zum Beratenden Chirurgen des 15. Armeekorps in Straßburg ernannt und übte diese Tätigkeit bis 1915 aus. Dazu fuhr er Anfang August 1914 zunächst nach Lörrach, um schließlich Straßburg zu erreichen. Dort trat er seinen Dienst gemeinsam mit seinem von ihm als Sanitäts-Unteroffizier hinzugeholten Operationswärter Rohde an. Im Krieg war er in den Weinbergen der Vogesen und bei Ypern tätig.:S. 171–174. Zu Beginn des Ersten Weltkriegs hatte Sauerbruch in der neutralen Eidgenossenschaft für den Dienst in badischen Lazaretten geworben. So wurde ein fünfköpfiges Team Schweizer Ärzte 1914 nach Heidelberg entsandt, um in der dortigen Stadthalle ein Lazarett aufzubauen. Nach Verhandlungen zwischen der Schweizer und der deutschen Regierung wurde Sauerbruch, um seine Tätigkeiten an der Zürcher Klinik fortzusetzen, von der Armee dazu Anfang 1915 beurlaubt. Unterschiedliche Bewertungen Sauerbruchs als ausländischer Chef und Vorwürfe gegen ihn hingen wohl auch mit den in der Schweiz bestehenden Gruppen, von denen die eine den Deutschen, die andere der Entente den Sieg gewünscht hatte, zusammen (etwas später wurde ihm auch der Vorwurf gemacht, er habe mit Schweizer Instrumenten, deren Ausfuhr verboten worden war, deutsche Armeeangehörige operiert).:S. 175, 178 f. und 199–201
Ab 1915 leitete er während der Zürcher Universitätsferien das der Chirurgischen Universitätsklinik in Greifswald angeschlossene Reservelazarett. Nachdem er seine Methode der Versorgung von Amputierten mit einer Handprothese dem Chef des Feldsanitätswesens Otto von Schjerning in Berlin vorgestellt hatte, ließ dieser daraufhin ein Lazarett an der Schweizer Grenze einrichten (Schjernings Adjutant, der später als Oberarzt Sauerbruchs in München wirkende Georg Schmidt, unterstützte Sauerbruch dann bei der Einführung der „Sauerbruch-Prothese“). In diesem „Vereinslazarett Singen“, das von der Schwesternschaft vom Roten Kreuz geführt wurde, passte der Arzt Alfred Stadler (seine Ehefrau Angela, geborene Westernhagen leitete die Schwesternschaft) unter Anleitung Sauerbruchs, der jeweils aus Zürich anreiste, amputierten Soldaten Prothesen an. Angeregt durch den Professor für Maschinenbau Aurel Stodola beschäftigte sich Sauerbruch weiterhin mit der Konstruktion künstlicher Glieder sowie der Nutzung der nach einer Amputation noch vorhandenen Muskeln zur Steuerung beweglicher Prothesen. Ausgangspunkt war dabei auch eine „Eiserne Hand“ des Götz von Berlichingen, die ihm von dessen Familie zu Forschungszwecken überlassen wurde. In Singen war Sauerbruch, neben seinen Tätigkeiten in Zürich und Besuchen der Fabrik für chirurgische Instrumente in Tuttlingen (Aesculap-Werke), bis zum Ende des Krieges 1918 am dortigen Lazarett tätig. In Zürich baute er 1915 zwei Villen in der Carmenstrasse am Hang des Adlisbergs zu einer mit St.-Anna-Schwestern (Luzern) besetzten Privatklinik um.:S. 183–203 und 254
Anfang 1918 wurde Sauerbruch nach Berlin bestellt und erhielt vom deutschen Kaiser den Auftrag, als bewährter „Briefträger“ bzw. Geheimkurier dem König Ferdinand von Bulgarien und Mehmed V., dem Sultan der Türkei, vertrauliche Schreiben, die die Verteilung der Balkaninteressen nach dem Krieg zum Inhalt hatten, zu überbringen. Offiziell sollte Sauerbruch dazu als Sanitätsoffizier (Oberstabsarzt) der Armee und Inspekteur des Sanitätswesen in Bulgarien und der Türkei auftreten. Seine erste Station war das Hauptlazarett in Sofia. Nachdem er dem bulgarischen Herrscher den Brief des Kaisers übergeben hatte, reiste Sauerbruch nach Konstantinopel und zog ins Pera-Palast-Hotel und einige Tage später auf Bitte des Generals der Kavallerie Otto Liman von Sanders, des Chefs der deutschen Militärmission, in dessen Dienstwohnung, von wo aus Sauerbruch dann in das Palais Dolmâ-Bagdschê gerufen wurde und dort dem Sultan den Brief des Kaisers übergab.

### München (1918 bis 1928)

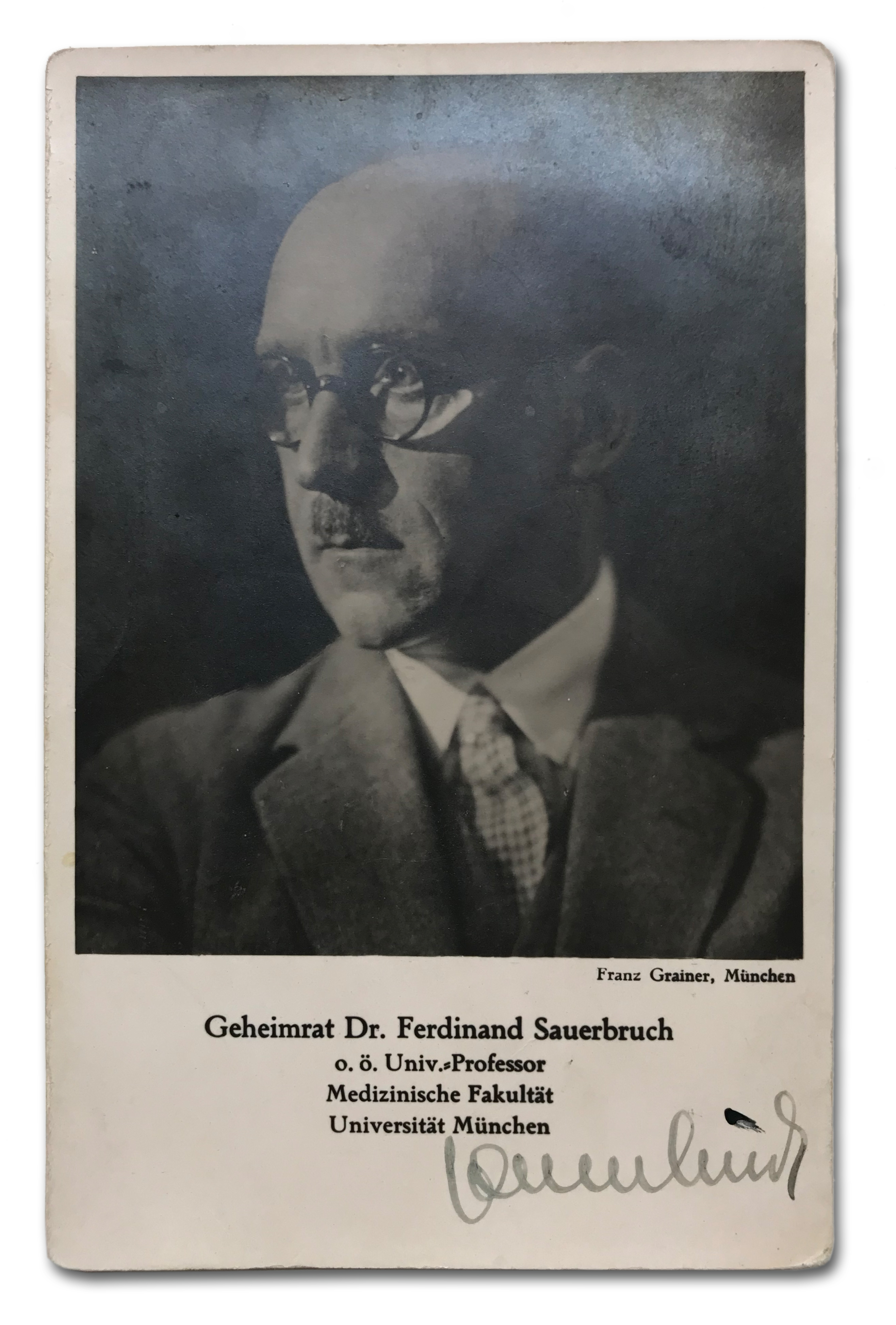
Signierte Bildpostkarte von Ferdinand Sauerbruch aus seiner Zeit in München

Im Jahr 1918 nahm Sauerbruch einen im Sommer 1918 an ihn durch die Königlich Bayerische Regierung ergangenen Ruf nach München an, wo auf seinen Wunsch hin ein neuer Operationssaal gebaut wurde, der auch Platz für Sauerbruchs Unterdruckkammer bot. Sein Nachfolger in Zürich wurde Paul Clairmont, ein Schüler von Sauerbruch-Freund Eiselsberg. Ab dem Wintersemester 1918/1919 bis 1928 war er ordentlicher Professor für Chirurgie an der Universität München. In München war er zudem 1918 mit Antritt seiner Position als Leiter der Chirurgischen Universitätsklinik vom bayerischen König zum Geheimen Hofrat ernannt und mit dem Titel eines Generalarztes in der bayerischen Armee bedacht worden.'
Bald nach Sauerbruchs Umzug (anfangs wohnte er im Hotel Bayerischer Hof) zogen im Oktober und November 1918 (während der Novemberrevolution) auch seine Frau und ihre vier Kinder nach München um. Den Umzug, der von Beamten des Zolls und des „politischen Überwachungsdienstes“ beobachtet wurde, hatte seine Frau organisiert. Dort mietete Sauerbruch von den Kindern Georg Pschorrs (1830–1894), des Begründers der Brauerei Pschorr, eine in einem großen Garten gelegene Villa auf der Theresienhöhe, wenige Schritte hinter dem Bavaria-Keller der Brauerei. Von Sauerbruchs Mitarbeitern folgten ihm aus Zürich unter anderem seine Sekretärin Johanna Leske, Gustav Kratzat als Pfleger und sein Oberarzt Eduard Stierlin (1878–1919) sowie der spätere Zürcher Professor Anton Brunner und seine bereits oben erwähnten Kollegen Jehn und Birkelbach im März 1919. Neben dem früh verstorbenen Stierlin war schon in Zürich Henri Chaoul als Radiologe sein Kollege, der ihm auch nach München und Berlin folgte. In den Räumen der Münchner Universität betrieb Sauerbruch auch seine Privatklinik. Konsiliarisch war Sauerbruch zudem während seiner Münchner Zeit in vielen bayerischen Städten tätig.:S. 236–242, 253–255 und 287
Am 21. Februar 1919 rettete Ferdinand Sauerbruch dem Anton Graf von Arco auf Valley, dem Mörder des kurz zuvor in München erschossenen linkssozialistischen Schriftstellers und bayerischen Ministerpräsidenten Kurt Eisner, mit einer spektakulären Notoperation das Leben und operierte am Abend desselben Tages den aus Rache für die Tötung Eisners ebenfalls angeschossenen Sozialdemokratenführer Erhard Auer. Nachdem Sauerbruch Arco operiert hatte und dessen Entlassung aus dem Krankenhaus und die Herausgabe des zum Tode Verurteilten an die Revolutionäre verweigerte, wurde er von diesen festgenommen und in der Münchner Vorstadt Haidhausen, wo auch der Maler Franz von Stuck (in München dann ein Freund der Familie Sauerbruch) inhaftiert war, festgesetzt. Nur knapp entging er selbst (mit Hilfe des Sohnes einer ehemaligen Patientin) einer Verurteilung zum Tode durch das Revolutionsgericht.
Graf Arco wurde in der Zwischenzeit aus der Klinik geholt und gefangen genommen, konnte aber durch Sauerbruchs Oberarzt Jehn mit einer List in die Psychiatrische Klinik überführt werden, wo er bis zur Zerschlagung der Münchner Räteregierung verborgen gehalten wurde.:S. 243–253 und 288
Die ersten Jahre in München waren für Sauerbruch in finanzieller Hinsicht geprägt von noch in der Schweiz entstandenen Schulden und der bestehenden Inflation. Zur Überwindung dieser Lage trugen ausländische Privatpatienten Sauerbruchs bei, die in Devisen zahlten.:S. 253 Am 2. Mai 1919 war Sauerbruch mit Schweizer Freunden (gemeint ist die von Walter Boveri geleitete Firma Brown, Boveri & Co. unter ihrem Generaldirektor Karl Schnetzler) Mitbegründer der bis 1920 bestehenden Firma DERSA (Deutsche Ersatzgliedergesellschaft Sauerbruch G.m.b.H.) mit Hauptsitz in Singen, die auf die Herstellung individuell anzupassender Prothesen spezialisiert war (später Deutsche Ersatzglieder-Werkstätten DERSA Dr. König KG, Reichenbachstr. 24, 80469 München). Der Betrieb ging aus einer Werkstätte des Mechaniker- und Schlossermeisters Martin Schechtl hervor und hieß nach 1920 wieder mechanische Werkstätte und Installationsgeschäft Martin Schechtl).:S. 235
Im Rahmen seiner „Repräsentationspflichten“ in Oper, Theater und Konzert lernte Sauerbruch die Schauspielerin Tilla Durieux kennen, die im Mai 1919 von ihm operiert wurde, und durch sie den Kunsthändler Paul Cassirer.:S. 235 Auch die Tochter des Chemikers und Industriellen Carl Duisberg wurde 1919 von Sauerbruch operiert, woraus sich eine freundschaftliche Beziehung zwischen Sauerbruch und Duisberg entwickelte. Duisberg unterstützte die Klinik Sauerbruch, an der manche Präparate der Bayer-Werke, wo Duisberg tätig war, erprobt wurden.:S. 292 f.
Nach dem Münchner Hitlerputsch vom 8./9. November 1923 soll Sauerbruch im Uffinger Domizil von Ernst Hanfstaengl die verletzte linke Schulter von Adolf Hitler, der vor der Polizei geflüchtet war, behandelt haben. Laut Sauerbruch sei diese Geschichte frei erfunden.:S. 360
Während seiner Zeit in München führte Erna Hanfstaengl (1885–1981), die ältere Schwester von Ernst Hanfstaengl, Sauerbruch in die Welt des Theaters ein. Die Beziehung zu ihr ließ Sauerbruch an eine Scheidung von seiner Ehefrau denken.:S. 305
Bei der Feier seines 50. Geburtstags 1925 in der Villa auf der „Bavariahöhe“ erschienen etwa 200 Personen. Ein am Vorabend stattgefundener „Fackelzug für Geheimrat Sauerbruch“ legte den Münchener Verkehr völlig lahm. Zum „häuslichen Umgang“ der Sauerbruchs gehörten um diese Zeit der Innsbrucker Chirurg Hans von Haberer, der Tübinger Chirurg Georg Clemens Perthes und der Wiener Chirurg Burghard Breitner sowie die Maler von Stuck (s. o.), Ludwig von Zumbusch und andere Künstler. Auch der erfolgreiche französische Chirurg Antonin Gosset, der 1919 Georges Clemenceau nach einem Attentat operiert hatte, gehörte zu Sauerbruchs Freunden.:S. 286–288 und 306 f.
Im Jahr 1927 unternahm Sauerbruch, anlässlich der Einladung vom Chirurgenverband Argentiniens, seine Methoden der Thoraxchirurgie vorzustellen, eine Südamerika-Reise, auf der ihn sein Oberarzt, der Chirurgieprofessor Rudolf Nissen begleitete.:S. 297 und 309 f.
Zu den prominenten Patienten Sauerbruchs in München gehörte etwa der blinde Landgraf und Komponist Alexander von Hessen, der für die Schwesternschaft der Klinik eine Messe komponierte. Wilhelm Conrad Röntgen, der Entdecker der nach ihm benannten Strahlen und erste Physik-Nobelpreisträger, ließ sich kurz vor seinem Tod 1923 eine kleine Geschwulst am Hals von Sauerbruch entfernen.:S. 294 und 311
Das Preußische Kultusministerium fragte Sauerbruch 1927, ob er nach Berlin zur Besetzung des Lehrstuhls der Reichshauptstadt kommen wolle. Sauerbruch pendelte aber zunächst, wie mit dem Ministerium verhandelt, ein halbes Jahr lang zwischen der Charité, Berlins berühmtester Klinik, und der Chirurgischen Universitätsklinik in München: Montag bis Mittwoch in Berlin Vorlesungen und Operationen, Donnerstag bis Sonnabend das gleiche Pensum in München. Nachdem Sauerbruch von seinen Studenten mit einem Fackelzug geehrt worden war, veranstaltete er im Preysing-Palais eine Abschiedsfeier mit prominenten Gästen.:S. 312

### Berlin (ab 1928)

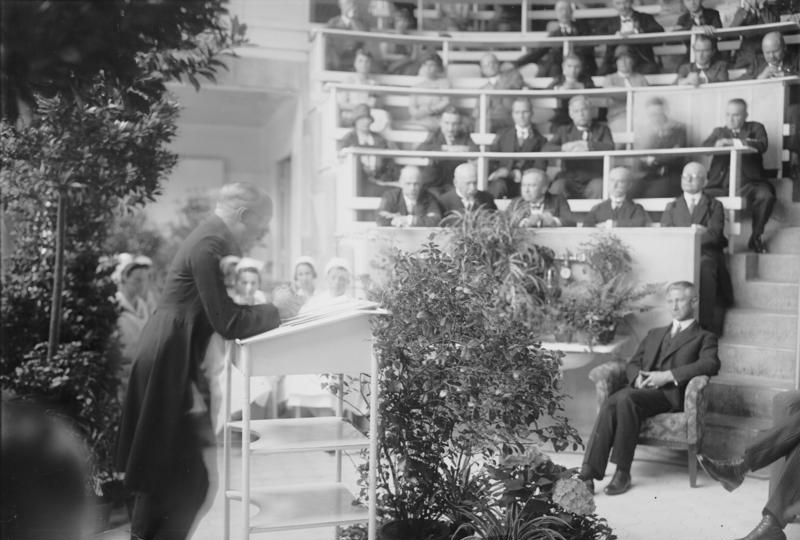
Einweihung der chirurgischen Universitäts-Klinik in der Schumannstraße in Berlin, 1929

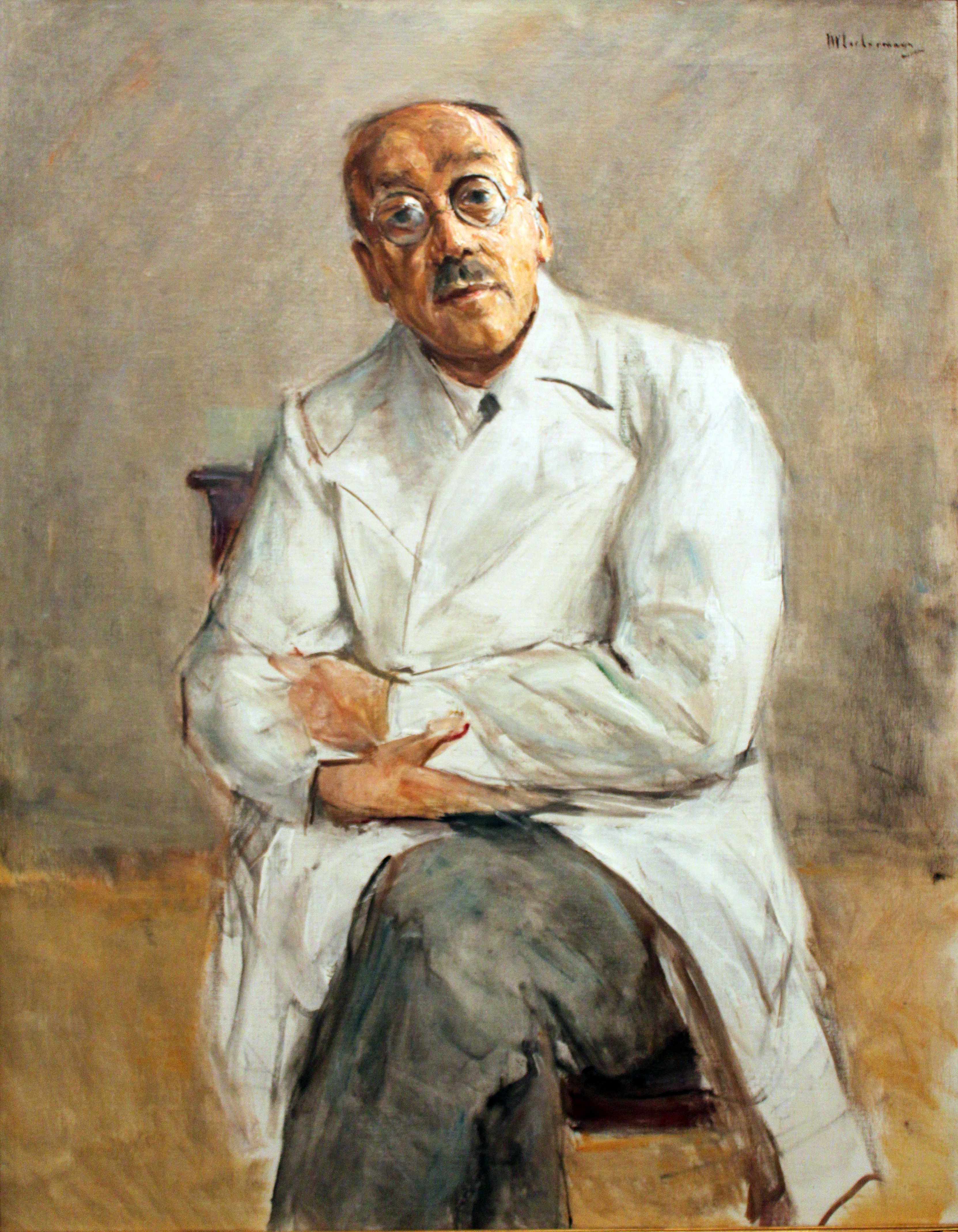
Max Liebermann: Der Chirurg (1932), Hamburger Kunsthalle

Im Frühjahr 1928 wechselte er, nachdem er seine Entscheidung Ende 1927 getroffen hatte, dann endgültig an die Charité (siehe auch Chirurgische Lehrstühle Berlin), wo er neben August Bier Ordinarius und somit Direktor der Chirurgischen Universitätsklinik wurde. Von seinen Münchner Mitarbeitern gingen auch Nissen und Emil Karl Frey nach Berlin (weitere folgten). Von Berlin aus reiste Sauerbruch weiterhin gelegentlich als Konsiliarius in die Schweiz.:S. 312 und 319 f. 1929 wurde auf Sauerbruchs Anraten die Chirurgische Universitäts-Klinik in der Schumannstraße umgebaut.
Um 1930 erwarben  Ferdinand und seine Frau Ada Sauerbruch ein altes leerstehendes Haus in der Koblanckstraße (Colonie Alsen) am Wannsee. Auf das mit einem Pferdestall ausgestattete Haus war der leidenschaftliche Reiter Sauerbruch von Margarete Oppenheim (Gemahlin von Franz Oppenheim), aufmerksam gemacht worden, die in den Sommermonaten ebenfalls in einem Haus am Wannsee lebte und die Sauerbruchs durch Richard Willstätter (siehe unten) kennengelernt hatte. Sein Nachbar, der gegenüber vom Anwesen der Oppenheims wohnende Maler Max Liebermann, mit dem und dessen Gattin sich das Ehepaar Sauerbruch anfreundete, und der auch von Sauerbruch wegen eines Leistenbruchs behandelt wurde, stellte 1932 ein von Sauerbruch angefertigtes Porträt fertig und nannte es Der Chirurg. Das berühmte Ölgemälde wurde zunächst vom Britischen Museum erworben.:S. 313–318 Trotz der zunehmenden Repressalien, denen sich der jüdische Liebermann durch die Nationalsozialisten ausgesetzt sah, blieb die freundschaftliche Beziehung bestehen, so dass Sauerbruch und sein Sohn Hans Sauerbruch zu den wenigen zählten, die am Trauerzug für Max Liebermann nach dessen Tod 1935 in Berlin teilnahmen.
Von Ende 1930 bis Januar 1931 hielt sich Sauerbruch auf Einladung der Medizinischen Fakultät der Universität Kairo in Ägypten auf. Er wirkte dort als Gastdozent, führte auch einige Operationen durch und diskutierte mit dem König Fu'ād I. dessen von der Rockefeller Foundation unterstützte Maßnahmen zur Verbesserung des öffentlichen Gesundheitswesens.:S. 322–325

### In der Zeit des Nationalsozialismus (1933 bis 1945)

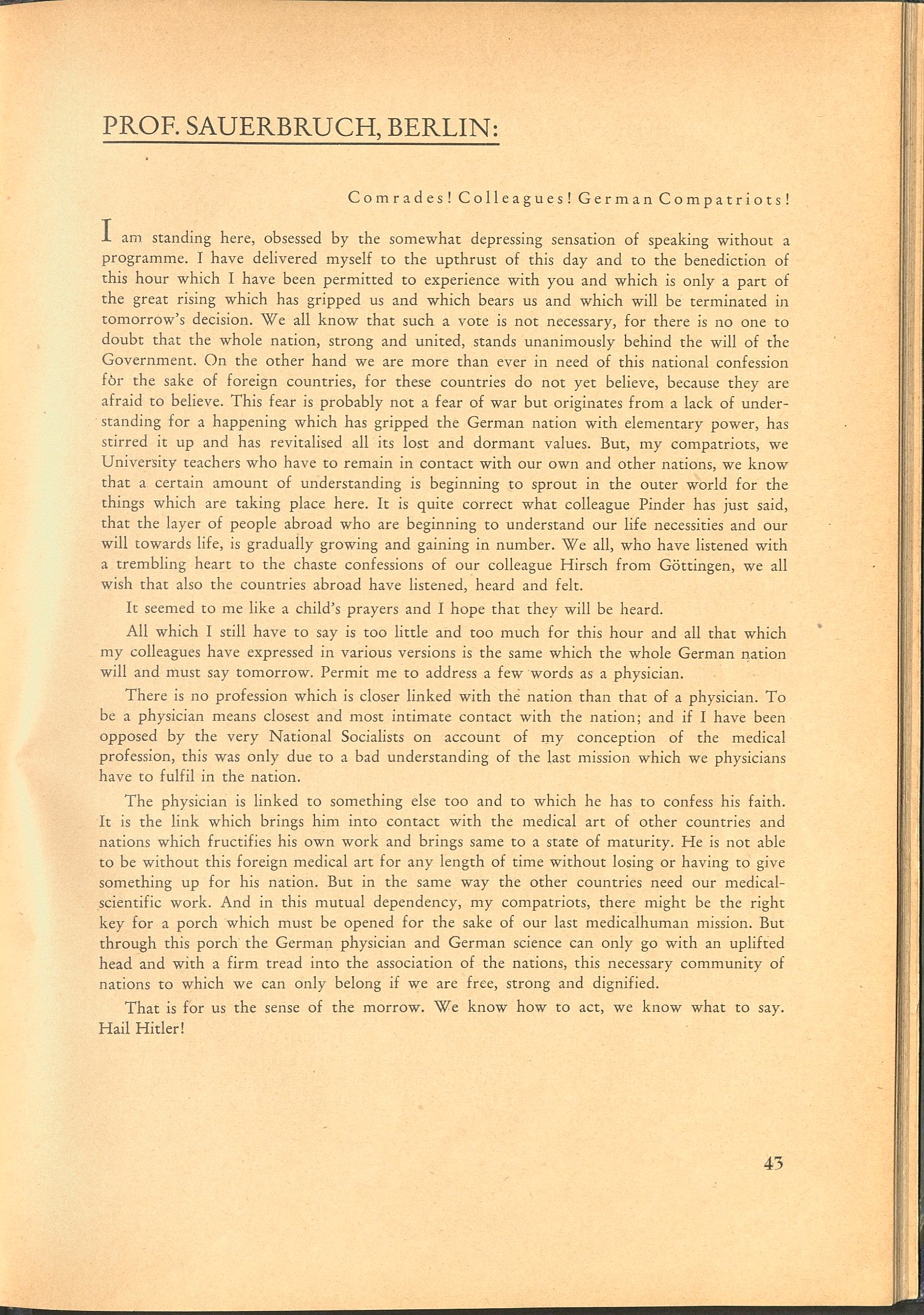
Sauerbruchs Bekenntnis zu Adolf Hitler wurde in vier Sprachen übersetzt

Während des „Dritten Reiches“ (1933–1945) erwies sich der bis dahin politisch nicht aktive Sauerbruch:S. 243 f. laut dem Historiker Udo Benzenhöfer als „schwankender, differenzierender Bejaher“ des Nationalsozialismus. Im November 1933 beteiligte er sich mit einem eigenen Brief „An die Ärzteschaft der Welt“ am weltweit verbreiteten Bekenntnis der Professoren an den deutschen Universitäten und Hochschulen zu Adolf Hitler und dem nationalsozialistischen Staat, bei dessen Präsentation auf einer Großveranstaltung er einer der Hauptredner war. Er war Mitautor eines Sammelbands Deutschland fordert Gleichberechtigung, der 1933 im nationalsozialistisch orientierten Armanen-Verlag erschien. Nach Paul von Hindenburgs Tod ernannte Hermann Göring, der Präsident des Preußischen Staatsrates, ihn (zur öffentlichen Anerkennung seiner ärztlichen Bemühungen bei dessen medizinischer Betreuung:S. 386–395, insbesondere S. 393–395) 1934 zum Staatsrat.
Am 11. November 1933 hielt Sauerbruch eine Ansprache im Radio. Anlass war die Volksabstimmung über den Austritt Deutschlands aus dem Völkerbund sowie die Reichstagswahl am kommenden Tag. Im Hinblick auf die Wahl spricht Sauerbruch von einem „freien, politischen Bekenntnis“. Seit dem 16. Juli 1933 waren in Deutschland jedoch alle anderen Parteien bereits verboten. Sauerbruch bezeichnet die bisherige Zeit der Nazi-Diktatur als „neun Monate voll Kampf und Begeisterung, voll Hingabe und unermüdlicher Arbeit“ und er ist sich sicher, dass „unsere nationale Erhebung siegen“ werde.
Andererseits bemühte sich Sauerbruch auch nach 1933, die Kontakte zu jüdischen Freunden und Bekannten nicht abreißen zu lassen, setzte sich für sie ein und nahm Unannehmlichkeiten von Seiten des Regimes in Kauf. Dies berichten unter anderem Robert M. W. Kempner, der Chemiker und Nobelpreisträger Richard Willstätter (Sauerbruchs Freund, seit dieser in München Willstätters Tochter behandelt hatte):S. 255–258 und 288–293 und Paul Rosenstein.
Auch Sauerbruchs bester und in München einer seiner liebsten Schüler, der Chirurg Rudolf Nissen, war jüdischer Abstammung. Nissen war im Frühjahr 1933 (nachdem Sauerbruch eine von der türkischen Regierung erbetene Lehrtätigkeit an der neuen Istanbuler Universität nicht übernommen und an seiner statt Nissen empfohlen und geschickt hatte) in die Türkei übergesiedelt:S. 309 und 350 und hatte dort einen Lehrstuhl an der Universität Istanbul übernommen. Sauerbruch unterhielt während der Zeit des Nationalsozialismus ebenfalls Kontakte in die Türkei. Nissen selbst schreibt in seiner Autobiografie, sein Lehrer sei kein Antisemit gewesen und habe durch Empfehlungsschreiben zahlreichen emigrierten Kollegen geholfen. Philipp Schwartz berichtet hingegen, dass Sauerbruch 1935 – nach Ablauf der (meisten) Dreijahresverträge der in die Türkei geflohenen Mediziner – versucht habe, die Flüchtlinge durch regimetreue NS-Ärzte zu ersetzen, was damals aber vom Botschafter Wilhelm Fabricius verhindert worden sei. Im Nachlass Sauerbruchs fanden sich dazu Namenslisten von Emigranten, die als „nichtarisch“ denunziert worden waren.
Beim Deutschen Chirurgenkongress 1934 hielt Sauerbruch eine Rede zur Würdigung des mit ihm befreundeten Chirurgen und Heidelberger Ordinarius Martin Kirschner. Zu Beginn seiner Berliner Zeit hatte Sauerbruch dort noch keine Privatpraxis, behandelte seine Privatpatienten aber im West-Sanatorium in der Joachimsthaler Straße. Dann pachtete er eine Etage in der Landhaus-Klinik, bis er sich in der Universitätsklinik eine Privatstation aufgebaut hatte.:S. 310 und 321 f.

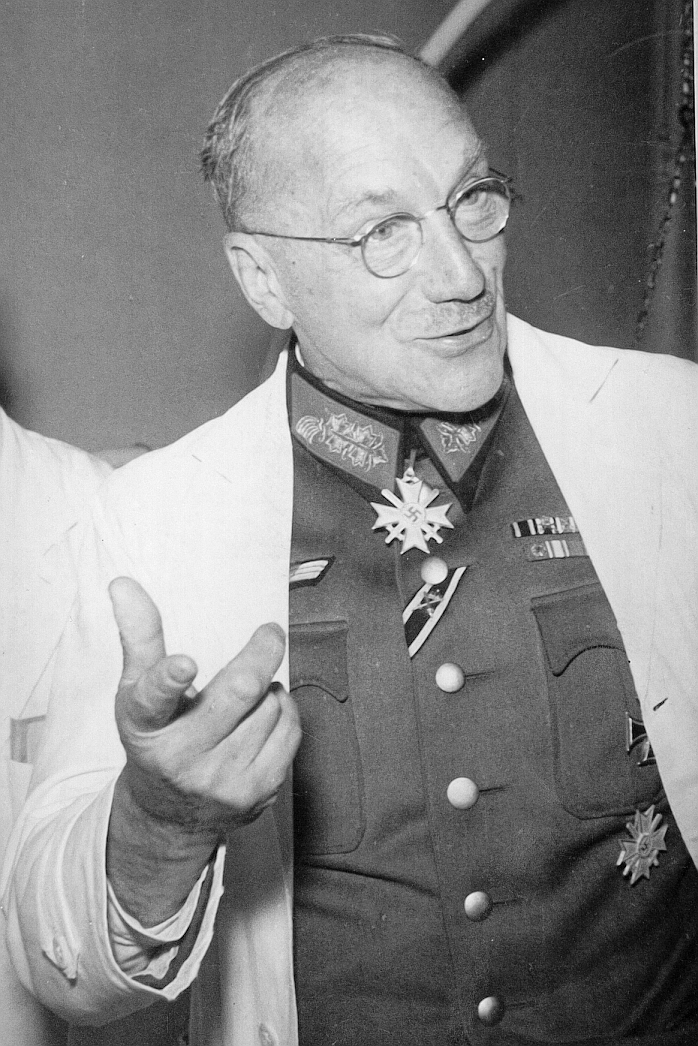
Generalarzt Sauerbruch in Brüssel, 1943

Ab 1935 fungierte Sauerbruch als Kurator des am Rudolf-Virchow-Krankenhaus in Berlin neu gegründeten Allgemeinen Instituts gegen die Geschwulstkrankheiten. Im Jahr 1937 wurde er als Gutachter in den Reichsforschungsrat berufen, nachdem er seit Mitte der dreißiger Jahre dem Hauptausschuss der Deutschen Forschungsgemeinschaft (DFG) angehört hatte. Sauerbruch war laut Ernst Klee Fachspartenleiter für Medizin, Rassenforschung und Rassenbiologie und bewilligte Forschungsvorhaben (wie etwa von Claus Schilling) sowie rassenhygienische Projekte und die Finanzierung von Experimenten in Konzentrationslagern.
Ende der 1930er Jahre ließ Sauerbruch sich von seiner ersten Frau Ada scheiden und heiratete 1939 seine aus Großröhrsdorf stammende Kollegin Margot Großmann (1905–1995), mit der er die Villa Herthastraße 11 im Berliner Ortsteil Grunewald bezog. Das Haus am Wannsee behielt seine erste Frau.:S. 400, 415 und 434
Im Jahr 1937 war Sauerbruch einer der Vortragenden bei einem internationalen Chirurgenkongress in London. Im Zweiten Weltkrieg inspizierte Sauerbruch nach dem „Frankreich-Feldzug“ 1940 das „Sanitätswesen der Wehrmacht“ sowie Lazarette in besetzten Gebieten Frankreichs, Belgiens und der Niederlande, im Frühjahr 1942 dann an der Ostfront (Bereiche Stalino, Krasnodar, Krim und Dnjepropetrowsk).:S. 195–198, 367 f. und 403–415 1942 traf Sauerbruch im Führerhauptquartier Werwolf auf seinen inzwischen zum Professor für Chirurgie ernannten ehemaligen Assistenten, Hitlers Leibarzt Karl Brandt, bevor er von Hitler dazu beauftragt in die Türkei flog, um den türkischen Außenminister Numan Menemencioğlu zu behandeln.:S. 409–415
Zu Sauerbruchs Patienten während der Zeit des Nationalsozialismus gehörten gemäß seiner 1951 erschienenen Autobiografie der Kultusminister Bernhard Rust, den er in dessen Wohnung chirurgisch behandelte, der Propagandaminister Joseph Goebbels, der in der Charité Sauerbruchs Patient war, „Kraft durch Freude“-Leiter Robert Ley, der am Gesäß operiert wurde, und der Reichspräsident Paul von Hindenburg (dessen eigentlicher Leibarzt der Facharzt für physikalische Heilmethoden und Professor Hugo Adam war), den Sauerbruch in seinem Palais in der Wilhelmsstraße behandelte und später auch bis kurz vor Hindenburgs Tod auf Gut Neudeck, wo 1934 vertretend auch Sauerbruchs Oberarzt Hermann Krauß Hindenburg betreute. (In Neudeck hatte auch der von Sauerbruch beauftragte Charité-Krankenpfleger Josef Schmidt ein Zimmer bezogen.) Zur chirurgischen Versorgung eines Oberschenkelbruchs hatte sich auch die Schauspielerin Adele Sandrock in die Charité begeben, wo sie von Sauerbruch, mit dem sie sich duzte, behandelt wurde.:S. 360–363 und 386–394
Zu Sauerbruchs Patienten gehörte auch der Generalstabsoffizier Claus Schenk Graf von Stauffenberg, der nach schwerer Verwundung am 7. April 1943 in Afrika nach Berlin geflogen wurde.:S. 415–419
Im Januar 1937 soll Sauerbruch davor gewarnt haben, dass Hitler, den er seit 1920 kenne (aber insgesamt nur viermal gesehen habe – so 1934 kurz vor Paul von Hindenburgs Tod in Neudeck und 1942 im Führerhauptquartier in Winniza:S. 360 und 392 f. sowie 409–414) und als Grenzfall zwischen „Genie und Wahnsinn“ bezeichnete, der „verrückteste Kriminelle der Welt“ werden könne. Gleichwohl nahm er am 7. September desselben Jahres auf dem Reichsparteitag im Nürnberger Opernhaus den von Hitler 1937 gestifteten ersten Deutschen Nationalpreis für Kunst und Wissenschaft (geteilt mit dem Chirurgieprofessor August Bier):S. 397–399 an. Die Einführung dieses Preises war die Antwort der Nationalsozialisten auf den Friedensnobelpreis für Carl von Ossietzky. Zur Teilung des mit 100.000 Reichsmark dotierten Deutschen Nationalpreises kam es infolge massiven Protests durch Gerhard Wagner, Reichsärzteführer und Leiter des Amts für Volksgesundheit in der Reichsleitung der NSDAP, gegen die Nominierung Sauerbruchs.
Sauerbruch, der nie Mitglied der NSDAP war, protestierte gegen das nationalsozialistische „Euthanasie“-Programm und bot der regimegegnerischen „Mittwochsgesellschaft“ als deren Mitglied zeitweise Raum in seinem Haus in Berlin-Wannsee.
Da sich einige Mitglieder der Mittwochsgesellschaft am Attentat vom 20. Juli 1944 beteiligten, wurde auch Sauerbruch (sein mit Stauffenberg befreundeter Sohn Peter wurde nach dem Attentat verhaftet) mehrfach von Ernst Kaltenbrunner, dem Chef des Reichssicherheits-Hauptamtes, vernommen (insbesondere da er noch am 18. Juli Ludwig Beck (s. u.) zum Haus von Friedrich Olbricht gefahren hatte und auf einer Gästeliste zu seiner Geburtstagsfeier am 3. Juli die Namen Johannes Popitz, Ludwig Beck, Ulrich von Hassell, Friedrich Olbricht, Jens Jessen, Franz Kempner und Erwin Planck notiert waren),:S. 417–421 entging aber einer Verhaftung. Der auch zur Mittwochsgesellschaft gehörende Generaloberst Ludwig Beck, der vor Hitlers kriegstreibendem Gebaren gewarnt hatte, machte Sauerbruch mit Friedrich Olbricht, Carl Friedrich Goerdeler, Georg Thomas und Hans Oster bekannt. (Der 1942 an Krebs erkrankte Beck wurde von Sauerbruch 1943 operiert.) Zu diesem Kreis, der sich häufig in Sauerbruchs Haus getroffen haben soll, gehörte auch Sauerbruchs „bester Freund“, der frühere preußische Finanzminister Johannes Popitz. Sauerbruchs Haus war seiner Autobiografie zufolge auch Versammlungsort von Beck, Olbricht und Stauffenberg. Karl Gebhardt, wie Karl Brandt am 2. Juni 1948 hingerichtet, soll Hitler von Ferdinand Sauerbruchs Unschuld bezüglich des Attentats vom 20. Juli überzeugt haben, woraufhin die Ermittlungen gegen ihn eingestellt worden seien. (Auch Peter Sauerbruch konnte das Gefängnis wieder verlassen.):S. 396 f., 400–403 und 415–421 Nach Sauerbruchs Ehefrau Margot wurde Sauerbruch aber von den Widerstandskämpfern mit Absicht nicht in ihre Pläne eingeweiht und Sauerbruch wusste auch nichts von ihren Plänen.
Während der Angriffe auf Berlin 1945 arbeiteten Ferdinand und Margot Sauerbruch im großen Operationsbunker der Charité und bewohnten dort den mit zwei Feldbetten ausgestatteten Gang zur Röntgenabteilung.:S. 428–430

### Nach dem Krieg

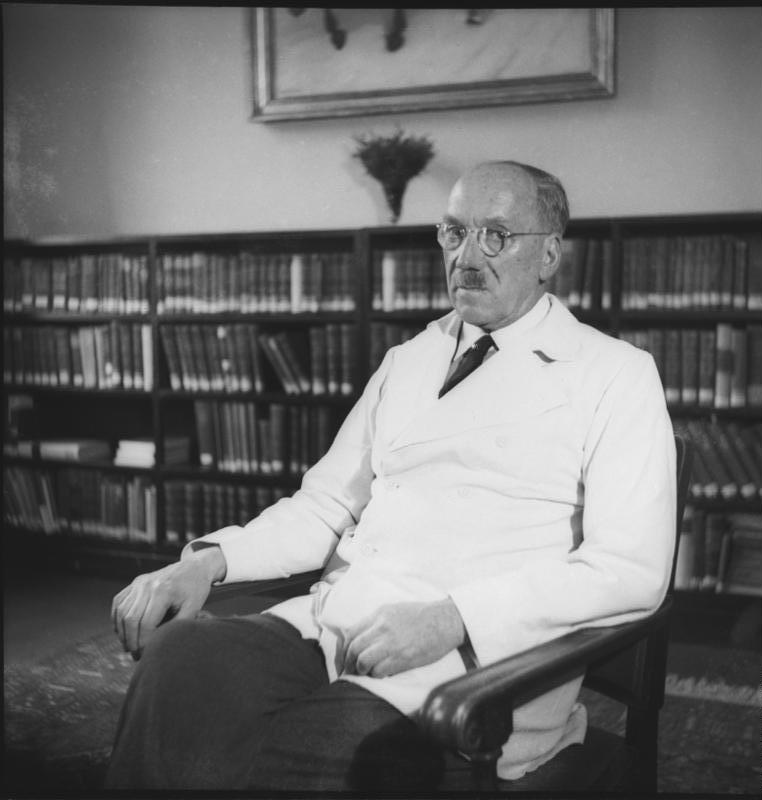
Sauerbruch in seinem Arbeitszimmer an der Charité, 1946

Keine zwei Wochen nach der bedingungslosen Kapitulation der Wehrmacht setzte die Sowjetische Militäradministration in Deutschland im neu errichteten Berliner Magistrat den ehemaligen Generalarzt und Staatsrat Sauerbruch als Stadtrat für das Gesundheitswesen („Chef des Berliner Sanitätswesens“:S. 430 f.) ein, und am 10. Mai 1945 wurde er, veranlasst durch Hans Mahle, in dieser Angelegenheit Walter Ulbricht in der Prinzenallee 80 (heute Einbecker Straße 41) persönlich vorgestellt. Sauerbruch forderte eine Rückbesinnung auf Menschlichkeit und Demokratie. So unterzeichnete er den Gründungsaufruf der CDU in Berlin am 26. Juni 1945. Er forderte alle Männer und Frauen auf, sich aktiv für den Wiederaufbau des Landes einzusetzen. Dagegen wandte er sich später deutlich gegen Alexander Mitscherlichs Aufruf zur Aufarbeitung der Beteiligung deutscher Ärzte an nationalsozialistischen Verbrechen. Am 12. Oktober 1945 wurde er unter dem Vorwurf, in der Zeit des Nationalsozialismus zur Steigerung des Ansehens der nationalsozialistischen Diktatur beigetragen zu haben, auf Drängen der Amerikaner vom Alliierten Kontrollrat aus dem Stadtratsamt entlassen.
Zu Beginn der 1. Zonentagung der Chirurgen der Sowjetischen Besatzungszone am 18.–21. Juli 1947 sagte er:

„Zweieinhalb Jahre nach dem Zusammenbruch des Deutschen Reiches wird unser Volk immer noch hart, ablehnend und einseitig beurteilt. Wir verstehen Zurückhaltung, vermissen aber den Versuch, unsere Fehler, Übergriffe und Entgleisungen wenigstens zu einem angemessenen Teil als Schicksalsfolge aufzufassen. … Rücksichtsloser Zwang, der sich bis zur Vergewaltigung des Volkes steigerte, bedrohte viele, die darum ihr Vaterland verließen. Aufrechte Männer, die die Gefahr der drohenden Entwicklung erkannten, standen unter einer Diktatur, die Widerstand und Abwehr grausam unterdrückte. Was unter diesem unglücklichen Regime an Katastrophen geschah, wird Deutschland wieder gutmachen. Es ist dazu verpflichtet und bereit.“

Viele der zu dieser Zeit behandelten Patienten waren sowjetische Offiziere, die Sauerbruch auf seiner Privatstation behandelte. Der russische Stadtkommandant Nikolai Erastowitsch Bersarin soll Sauerbruch häufig auch privat in der Charité besucht haben. Bei der aus Halle mit ihren Eltern angereisten Tochter eines sowjetischen Generals nahm Sauerbruch die operative Korrektur ihres zwanzig Zentimeter zu kurzen Beines vor.:S. 431–434
Sauerbruch legte bald darauf alle seine Ämter nieder.:S. 435 Ein am 22. April 1949 gegen Sauerbruch in West-Berlin eröffnetes Entnazifizierungsverfahren endete am 26. Juli 1949 mit einem Freispruch, wobei hervorgehoben wurde, dass sich „Sauerbruch immer vom Nationalsozialismus fernhielt und zahlreichen aus politischen oder rassischen Gründen verfolgten Personen half“.
In seinen letzten Lebensjahren war er weiterhin als Operateur an der Charité und nach seiner Pensionierung aus finanziellen Gründen an der Privatklinik seines Freundes Julius Jungbluth in Berlin-Grunewald tätig. Probleme traten auf, als er an dieser Tätigkeit festhielt, obwohl seine Fähigkeiten infolge fortschreitender Demenz nachließen. Am 6. Dezember 1949 teilten die DDR-Zeitungen mit: „Ferdinand Sauerbruch hat im Zuge der allgemeinen Emeritierung der über 70 Jahre alten Lehrkräfte darum gebeten, ihn von seiner Tätigkeit als Professor der Humboldt-Universität und als Leiter der Chirurgischen Klinik der Berliner Charité zu entbinden.“ Dem Ersuchen wurde entsprochen. Somit leitete sein Vertreter Max Madlener 1949/50 als kommissarischer Direktor die Klinik. Offiziell verabschiedet wurde Sauerbruch am 6. Juni 1950 durch den Dekan Theodor Brugsch in der Sitzung der Berliner Chirurgischen Gesellschaft im Hörsaal der Chirurgischen Klinik. Zugegen war ein leitender Mitarbeiter des Ministeriums. Ihm folgte Willi Felix, der bereits in den 1920er Jahren in München und Berlin bei Sauerbruch gearbeitet hatte.
Noch in seinem Todesjahr erschienen Sauerbruchs heiter-melancholische Lebenserinnerungen Das war mein Leben, die hohe Auflagen erzielten. Der auch in der Illustrierten Revue abgedruckte Text stammt von dem Journalisten und Schriftsteller Hans Rudolf Berndorff und war von Sauerbruch selbst nicht autorisiert; sein Wahrheitsgehalt wurde von dem Chirurgieprofessor Rudolf Nissen, dem ehemaligen Schüler und Oberarzt Sauerbruchs, vehement bestritten, der eine Auseinandersetzung mit dem Autor und dem Verlag darüber führte. Das Buch wurde 1954 unter dem Titel Sauerbruch – Das war mein Leben verfilmt. Der Film stellt das Leben und Wirken Sauerbruchs deutlich positiv-verzerrt dar; so finden sich weder Hinweise auf eine Affinität zum NS-Regime noch wird das als geradezu selbstlos dargestellte Wesen Sauerbruchs relativiert.
Ferdinand Sauerbruch, der an einer schweren Gefäßerkrankung litt, wurde in seinen letzten Tagen im Urban-Krankenhaus von Max Madlener, der 1950 zum Chefarzt dort ernannt worden war, ärztlich betreut und starb einen Tag vor seinem 76. Geburtstag an den Folgen seiner bestehenden Zerebralsklerose. Er wurde auf dem Friedhof Wannsee, Lindenstraße, in der Abt. A.T.-58 beigesetzt. Sein Grab ist seit 1967 als Ehrengrab der Stadt Berlin gewidmet.

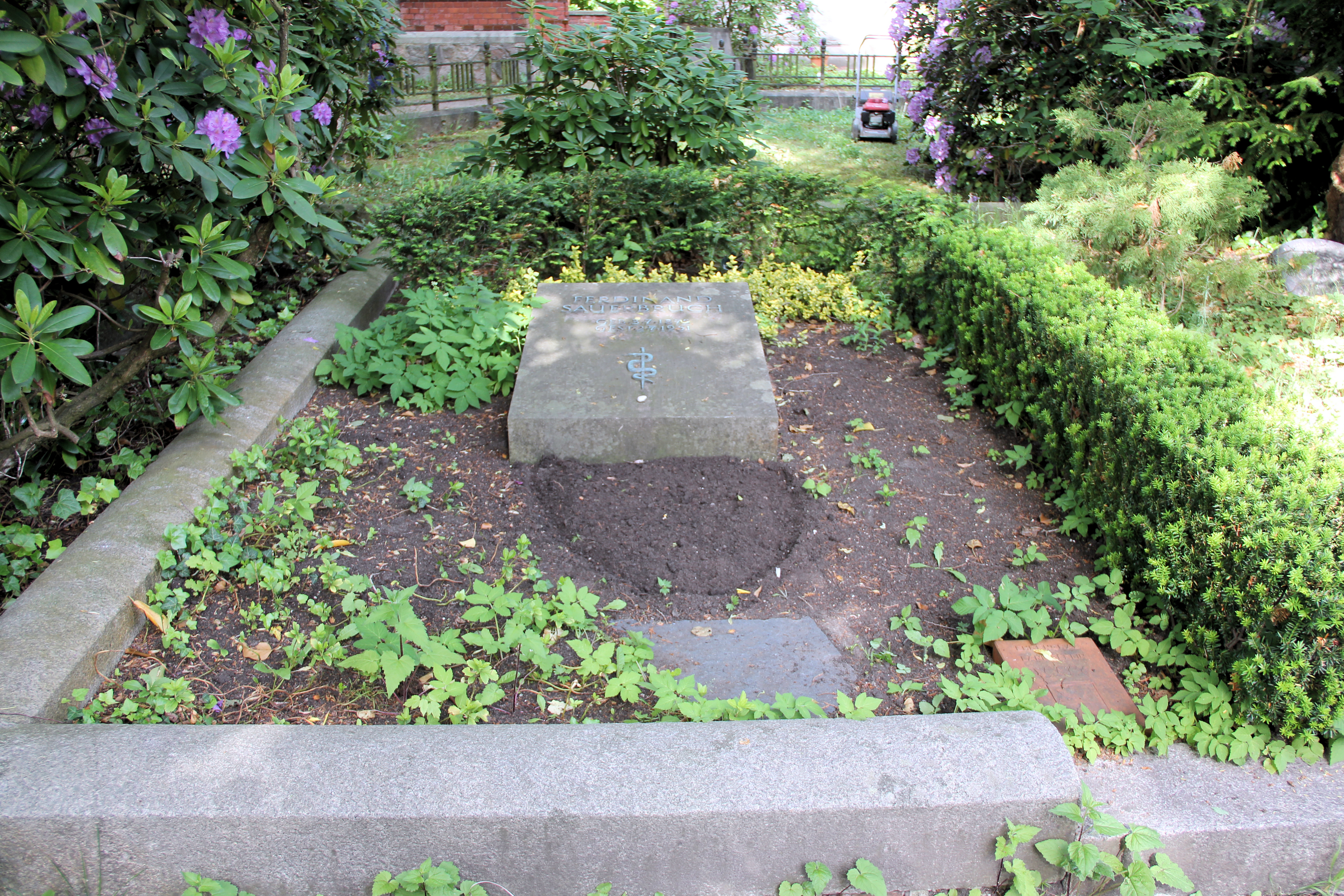
Grabstätte auf dem Friedhof Wannsee II
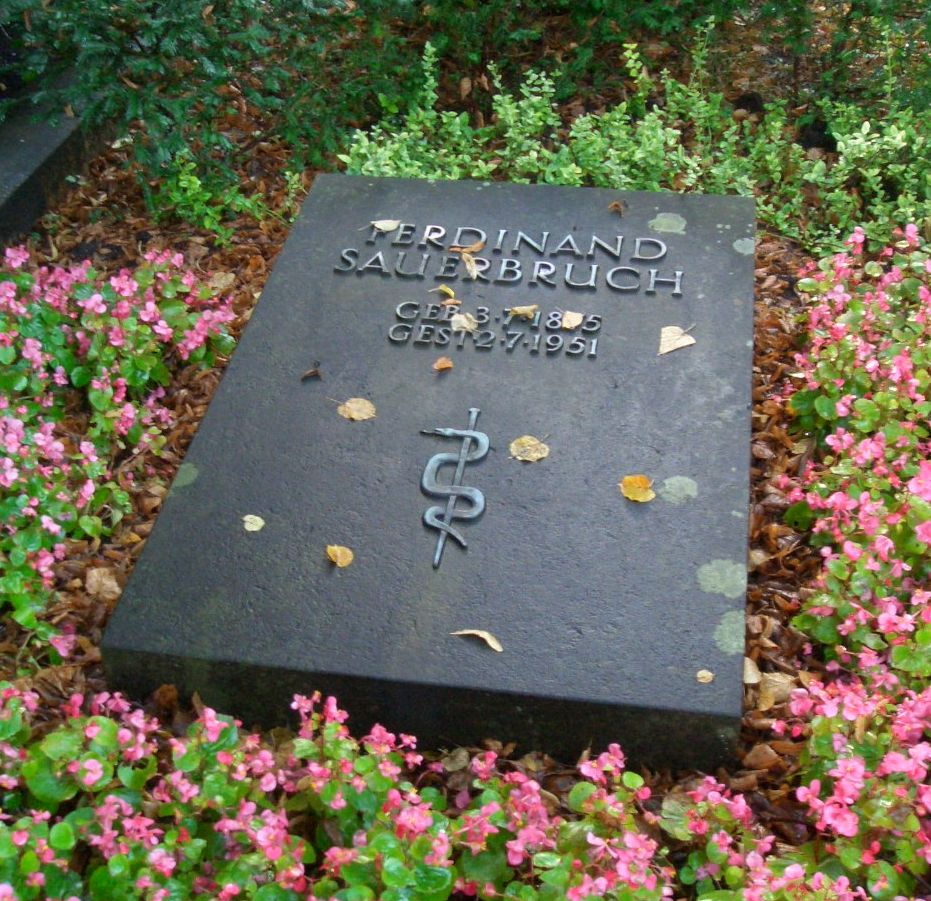
Grabstein auf dem Friedhof Wannsee II

## Leistungen

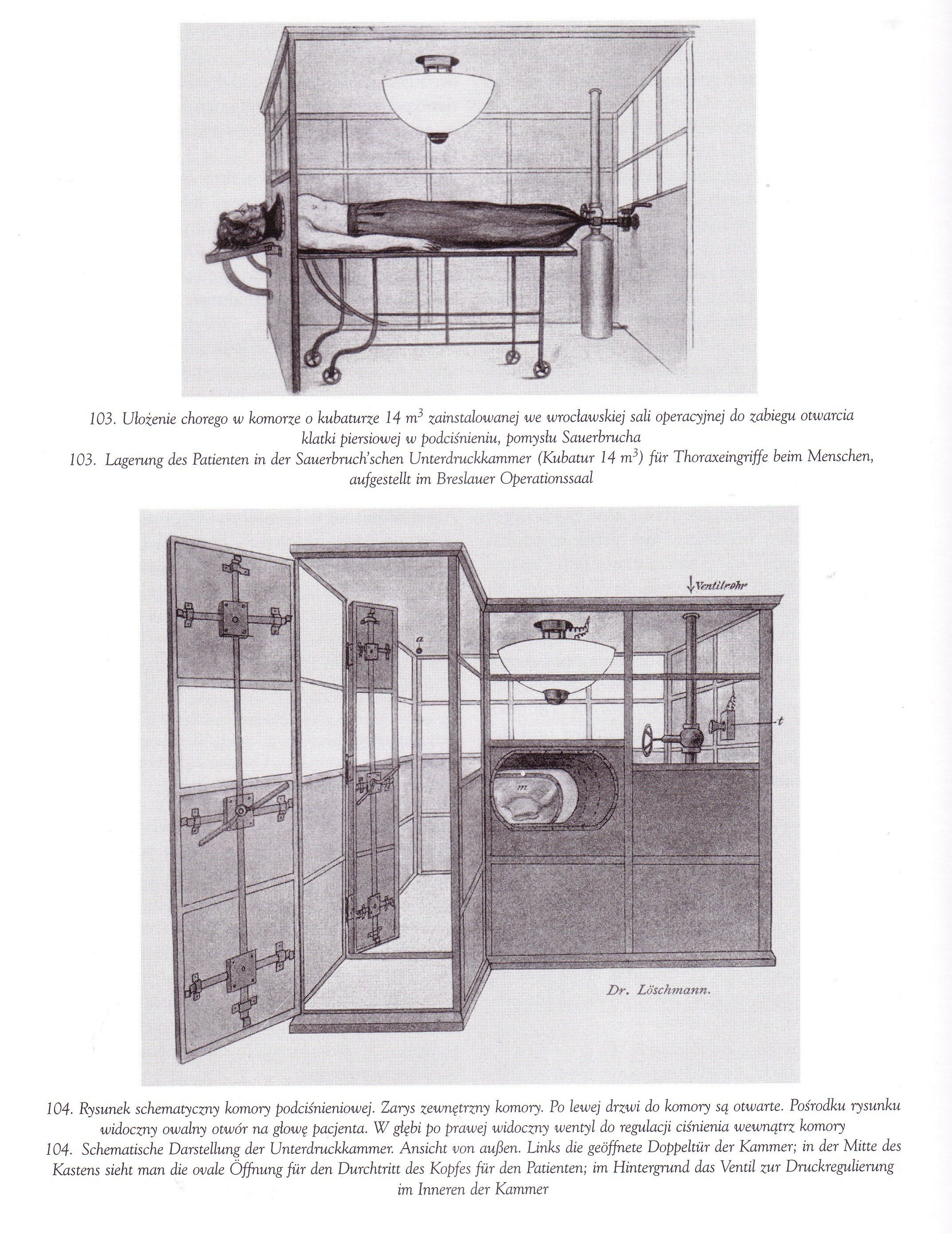
Unterdruckkammer von Mikulicz und Sauerbruch

Sauerbruch war einer der bedeutendsten und einflussreichsten Chirurgen in der ersten Hälfte des 20. Jahrhunderts. Seine Schüler besetzten zahlreiche chirurgische Lehrstühle in Deutschland und dem Ausland. Zu seinen bedeutendsten Schülern zählen neben seinem Freund Emil Karl Frey, der Oberarzt bei Sauerbruch war und später Inhaber des Münchner Lehrstuhls für Chirurgie wurde, unter anderem der Schweizer Alfred Brunner, der in Zürich und München Sauerbruchs Schüler war, Max Lebsche, der unter Sauerbruch in München die Poliklinik leitete und später eine Privatklinik eröffnete, Rudolf Nissen, der 1933 in die Türkei emigrierte und später auch ein angesehener Chirurg in New York und Basel wurde, Hermann Krauß (Leiter der chirurgischen Abteilung des Kreiskrankenhauses in Göppingen und Professor in Freiburg), Wilhelm Fick (bis 1937 Oberarzt bei Sauerbruch, dann Chefarzt des Rudolf-Virchow-Krankenhauses und später einer Münchener Privatklinik), Oskar Uebelhoer (* 1898, 1923 bis 1937 bei Sauerbruch und 1937 bis 1963 Chefarzt des Krankenhauses in der Parkstraße 7 in Geislingen an der Steige), Wilhelm Jehn (Schüler Sauerbruchs in München und später Chefarzt und Vorgänger von Albert Lezius in Mainz) und sein Nachfolger an der Charité, der Chirurgieprofessor Willi Felix. Sauerbruchs Klinik wurde von ausländischen Chirurgen reichlich frequentiert.
Berühmt war Sauerbruch bereits im Jahr 1905 durch die Einführung eines Verfahrens geworden, das die operative Öffnung des Brustkorbes erlaubte. Normalerweise bedingt eine Öffnung des Brustraumes, dass sich Luft im Brustfellraum ansammelt und dadurch den dort herrschenden Unterdruck aufhebt: die Lunge fällt zusammen (Pneumothorax). Um dies zu verhindern, hatte er eine spezielle „pneumatische Kammer“:S. 96–100: Zeugnis für Sauerbruch, ausgestellt von Prof. Dr. Kausch am 25. Juli 1905 erfunden. Mit seinem Chef, dem Geheimrat Johann von Mikulicz konstruierte Sauerbruch, nachdem er einige Wochen zuvor eigenständig und insgeheim derartige Versuche in über 70 Tierexperimenten (zuerst am Hund „Cäsar“) durchgeführt hatte und ein kleiner Streit mit Mikulicz mit Hilfe von Wilhelm Anschütz beigelegt war, 1904 eine große Kammer, in der ein Unterdruck von etwa hundert hPa herrschte; darin konnten Operationen im Brustkorb unter Unterdruckverhältnissen stattfinden. Diese Unterdruckkammer ist ein Vorläufer der Eisernen Lunge. Eine kleinere Unterdruckkammer (ein Holzkasten von zwei Kubikmetern Inhalt) zur Operation an Tieren hatten Sauerbruch und Mikulicz anlässlich eines Internationalen Chirurgenkongresses in Berlin am 6. April 1904 vorgestellt. Die große, welche Mikulicz daraufhin in Breslau hatte anfertigen lassen, fasste 14 Kubikmeter und war für Operationen am Menschen gedacht. Der erste Mensch, den Mikulicz nach dreizehn erfolgreichen Brustkorböffnungen an Hunden in dieser Kammer operierte, war eine Frau mit Speiseröhrenkrebs, die jedoch, da der Unterdruck in der Kammer entwich, während des Eingriffs starb. Der nächste Eingriff, den Mikulicz in seiner Privatklinik mit Sauerbruchs Unterdruckkammer unternahm, war eine Tumorentfernung unterhalb des Brustbeins bei einer vierzigjährigen Patientin. Die Operation mit weiter Öffnung des Brustkorbs wurde diesmal überlebt und es schlossen sich bald weitere thoraxchirurgische Eingriffe an Menschen unter Benutzung der Unterdruckkammer an; meist war dabei Mikulicz Operateur. Sauerbruch selbst führte seine erste Operation dieser Art 1905 bei einer an Brustkrebs erkrankten Frau, die bereits operiert worden war, aber erneut einen Tumor hatte, der mit einer Rippe verwachsen war.:S. 52–81 und 166 Auch als Ordinarius in Zürich wandte Sauerbruch sein Druckdifferenzverfahren ab 1910 erfolgreich bei Patienten an. Zeugen dieser Operationen waren etwa Lungenspezialisten aus Davos, Davos-Wolfgang und weiteren Schweizer Tuberkulosezentren, darunter auch Karl Turban und Theodor Kocher mit seinen Söhnen (ein Chirurg und ein Internist).:S. 133 Im Herbst 1913 demonstrierte Sauerbruch beim Internationalen Chirurgen-Kongress in London seine „Kammer“ und hielt einen Vortrag Über die physiologischen und physikalischen Grundlagen bei Intrathorakalen Eingriffen in meiner pneumatischen Operationskammer.:S. 166 f.
Um Lungen, etwa von Tuberkulosekranken, möglichst ohne große Bewegungen im Brustkorb operieren zu können, lähmte Sauerbruch deren Zwerchfell. (Eine Zwerchfelllähmung durch Durchtrennung des Phrenicus-Nerven war zuvor nur im Tierexperiment um 1903 erfolgt.) Waren die Lungen schon zu stark verwachsen, entfernte er Teile der Rippen, um einen therapeutischen (künstlichen) Pneumothorax erzeugen zu können. Mit Emil Karl Frey hatte Sauerbruch in München neben weiteren chirurgischen Instrumenten für die Lungenchirurgie auch ein spezielles Instrument für die Entfernung der anatomisch schwer zugänglichen ersten Rippe erfunden. In Zürich entwickelte er seine Methode des Intercostalschnitts, den „Zwischenrippen-Schnitt“ zur Thorakotomie.:S. 136, 138 f. und 145 f. Auch in die Herz-, Magen- und Speiseröhrenchirurgie brachte Sauerbruch bedeutende Verbesserungen ein. Zu seiner Münchner Zeit (1918 bis 1928) hatte er bereits eine Herzoperation mit Hilfe des Druckdifferenzverfahrens durchgeführt.:S. 271–275 1934 gelang ihm die erste Herzaneurysmaoperation. In London berichtete Sauerbruch 1937 über das Gebiet der Herzchirurgie. Im Jahr 1911 war Sauerbruchs Technik der Thoraxchirurgie erschienen, die in den folgenden Auflagen Chirurgie der Brustorgane hieß (1920–1925, zweibändig) und ab 1937 als Thoracic surgery auch in englischer Sprache verlegt wurde.
Das Druckdifferenzverfahren Sauerbruchs wurde von Ludolph Brauer so verändert, dass nicht außen ein Unterdruck erzeugt, sondern die Lunge mit geringem Überdruck von innen stabilisiert wurde (CPAP-Beatmung). In Breslau hatten Sauerbruch und Mikulicz bereits dahingehende Versuche durchgeführt. 1951 schrieb er bzw. Hans Rudolf Berndorff: „Beide Verfahren lagen auf derselben Ebene. Ob Unter- oder Überdruck war gleichgültig“.:S. 105 Die Verbreitung der zu seinem Druckdifferenzverfahren in Konkurrenz stehenden endotrachealen Intubation mit mechanischer Beatmung wurde durch Sauerbruchs ablehnende Haltung gegenüber diesem alternativen Verfahren und seinen Einfluss in den nationalsozialistischen Regierungskreisen in Deutschland verhindert und somit die Entwicklung der modernen Anästhesiologie bis zum Ende des Zweiten Weltkrieges behindert. (In den USA war bereits um 1908 die Möglichkeit der intratrachealen Druckerhöhung für die Thoraxchirurgie erwogen worden.)
Ferner entwickelte Sauerbruch, nachdem er sich ab 1915 intensiv mit der Geschichte und den Grundlagen von Extremitätenprothesen beschäftigt hatte, eine Unterarmprothese (den sogenannten Sauerbruch-Arm), bei der ein Kanal durch die Oberarmmuskulatur gelegt wurde. Stodola, der mit Sauerbruch verschiedene Handprothesen anfertigte, hatte Sauerbruch zuvor angeregt, die am Amputationsstumpf vorhandenen Muskeln als Kraftquelle für willkürlich bewegbare Prothesen, wie sie erstmals der chirurgische Techniker und Zahnarzt Peter Baliff entwickelt hatte, zu nutzen. Auch im Tagebuch des Chirurgen Dominique Jean Larrey stieß Sauerbruch auf diese Idee zur Realisierung einer „künstlichen Hand“. Die Prothese hatte einen Bolzen aus Elfenbein, der durch diesen Kanal geführt wurde. Auf diese Weise wollte Sauerbruch die noch vorhandenen Bewegungsreflexe für die Handhabung des Unterarmes der Prothese nutzen.:S. 184–193 Er verwendete dabei die von Jacob Hüfner entwickelte Hand. Vielen kriegsverletzten Soldaten half der „Sauerbruch-Arm“, obwohl sich als problematisch erwies, dass im Kanal häufig Entzündungen auftraten. Prominente Träger waren Hanno Hahn, der Sohn Otto Hahns, Erich Ludendorff und der bereits erwähnte Claus von Stauffenberg, eine der Hauptpersonen des militärischen Widerstands gegen Hitler. Stauffenberg erhielt jedoch eine andere als die von Sauerbruch entwickelte Prothese.
Zu Sauerbruchs Patienten gehörte der im Februar 2013 verstorbene Kunstmaler und Bildhauer Hubert Weber, der im Krieg beide Hände verloren hatte. Er wurde innerhalb eines Jahres zehnmal operiert, wobei Sauerbruch alle wichtigen Operationen selbst ausführte. Dabei wurde der linke Oberarm auf einer Länge von 17 cm mit dem halben Schienbein überspannt. Eine erfolgreiche Überspannung in dieser Größenordnung war zur damaligen Zeit eine einmalige Leistung. Nachdem zuerst der rechte Arm so weit wiederhergestellt war, dass Hubert Weber eine willkürlich bewegliche Sauerbruch-Prothese tragen und bedienen konnte, begann er zu zeichnen. Sauerbruch war von seinen Federzeichnungen beeindruckt und nahm seinen Patienten häufig mit in den Hörsaal, wo er ihn seine neu erworbenen Fähigkeiten demonstrieren ließ. Als der noch schwerer verletzte linke Arm wieder so weit hergestellt war, dass Hubert Weber auch links eine willkürlich bewegliche Sauerbruch-Prothese tragen konnte, begleitete er Sauerbruch auf Kongresse, um dort seine Bewegungsmöglichkeiten mit den neuen Händen zu demonstrieren. Sauerbruch erkannte das Talent und auch die Beharrlichkeit Hubert Webers und riet ihm, die Kunst zu seinem Beruf zu machen. Mit Sauerbruchs Hilfe konnte Weber bereits während der Heilung an der Reimannschule in Berlin einen Einführungskurs als Vorbereitung für sein späteres Kunststudium absolvieren. Nach seiner Entlassung aus der Charité fertigte Hubert Weber ein erstes Porträt von Sauerbruch an und überreichte es ihm im Hörsaal.
Sauerbruch führte in München bei einem jungen Mann mit bösartigem Tumor des Oberschenkelknochens erstmals die nach ihm benannte Umkippplastik durch, indem er den befallenen Knochenabschnitt entfernte und durch Unterschenkelknochen ersetzte. Damit wurde seinem Patienten ermöglicht, eine Unterschenkelprothese zu erhalten, statt das gesamte Bein amputieren zu lassen. Anschließend operierte er ein dreizehnjähriges Mädchen mit dieser neuen Methode.:S. 275–279
Häufig wurde Sauerbruch auch aufgesucht, um Kinder aus Schlesien mit „Wasserkopf“ zu untersuchen. Diese behandelte er durch mehrfache Punktionen zum Ablassen von Hirn-Rückenmarkflüssigkeit.:S. 82 f. Um 1925 führte Sauerbruch in München auch die Entfernung eines Hirntumors bei einer Patientin mit Epilepsie durch. Somit war Sauerbuch nicht nur ein Pionier auf dem Gebiet der Thoraxchirurgie, sondern auch einer der Wegbereiter der Hirnchirurgie bzw. Chirurgie der Schädelhöhle.:S. 301–304 und 457
Darüber hinaus beschrieb Sauerbruch als einer der ersten Mediziner akuten Stress als Auslöser des Morbus Basedow, einer autoimmunen Form der Schilddrüsenüberfunktion, mit der Sauerbruch sich seit seiner Zeit in Breslau, wie vor ihm schon sein Chef Mikulicz, eingehend beschäftigt hatte.:S. 83 f. Während seiner Tätigkeit als Militärarzt im Ersten Weltkrieg war ihm das ungewöhnlich häufige Auftreten dieser Erkrankung bei Soldaten nach extremen psychischen Belastungen aufgefallen.
Die Einführung der von Gerhard Domagk entwickelten Sulfonamide in die chirurgische Praxis, insbesondere bei der Gasbrandbehandlung, versuchte Sauerbruch mit seiner ganzen Autorität zu verhindern. Er mit Martin Kirschner (1879-1942) gehörten unter den Chirurgen zu ihren profiliertesten Gegnern. Sie befürchteten, dass die chirurgische Wundausschneidung, eine Kernkompetenz der Chirurgie, vernachlässigt werde, wenn Wundinfektionen mit Sulfonamiden behandelt würden. Noch auf der Arbeitstagung Ost der Beratenden Chirurgen vom Mai 1942 prangerte er – mit Blick auf die Befürworter einer Sulfonamidhandlung – „die Primitivität der Anschauungen über Wundheilung“ an. Es wurde damals beschlossen, dass Hans Killian mit Domagk „weitere kritische Zusammenarbeit […] betreiben“ solle. Auf dem „Kameradschaftsabend“ der 3. Arbeitstagung der Beratenden Chirurgen im Mai 1943, auf der Karl Gebhardt und Fritz Fischer die negativen Ergebnisse der Menschenversuche mit Sulfonamiden vortrugen, wozu Sauerbruch geschwiegen hatte, soll Sauerbruch von einem „Sulfonamidrausch“ gesprochen haben. Dennoch wurden bis dahin und darüber hinaus im Zweiten Weltkrieg an der Front Sulfonamide zur Wundbehandlung in großen Mengen eingesetzt. Domagk berichtet kurz vor seinem Tod von zwei Begegnungen in den 1930er und 1940er Jahren mit Sauerbruch, in denen dieser sich herablassend und ignorant bezüglich der Sulfonamidbehandlung geäußert habe. Den Siegeszug der Sulfonamide bzw. der frühen Antibiotika und damit ihren Einzug in die chirurgische Praxis hat Sauerbruch nicht verhindern können.

## Mitgliedschaften und Auszeichnungen
- 1912: Roter Adlerorden IV. Klasse, verliehen durch den Kaiser Wilhelm II. in Zürich[1]:S. 165
- 1918: Hausorden der Hohenzollern, verliehen durch Wilhelm II.[1]:S. 233
- griechischer Erlöser-Orden am Bande, verliehen von Konstantin I. (damit war Sauerbruch in Griechenland „Baron“)[1]:S. 296
- Ehrendoktor der Universität Uppsala[1]:S. 296
- 1932–1950: Vorsitzender, Ehrenmitglied und Ehrenpräsident der Berliner Chirurgischen Gesellschaft
- 1932: Rektor der Deutschen Hochschule für Leibesübungen in Berlin[1]:S. 395
- 1933: Wahl zum Mitglied der Deutschen Akademie der Naturforscher Leopoldina[58]
- 1935: Ernennung zum Preußischen Staatsrat
- Mitglied der Berliner freien Gesellschaft zur wissenschaftlichen Unterhaltung, genannt Mittwochs-Gesellschaft[1]:S. 395–397
- 1935–1936: Vorsitzender der Gesellschaft Deutscher Naturforscher und Ärzte
- 1937: Mitglied der Preußischen Akademie der Wissenschaften
- 1937:Deutscher Nationalpreis für Kunst und Wissenschaft (mit August Bier[59]).
- April 1942: Kriegsverdienstkreuz I. Klasse mit Schwertern[1]:S. 407
- Juli 1942: Ernennung zum Generalarzt des Heeres„“
- Oktober 1943: Ritterkreuz zum Kriegsverdienstkreuz mit Schwertern.[60]

Mitglied des Club von Berlin (Nr. 558)
Ferdinand Sauerbruch wurde zwischen 1912 und 1951 etwa sechzigmal für den Nobelpreis für Physiologie oder Medizin vorgeschlagen – in diesem Zeitraum häufiger als jeder andere Chirurg, ohne den Preis jedoch jemals erhalten zu haben.

## Rezeption

### Namensgeber

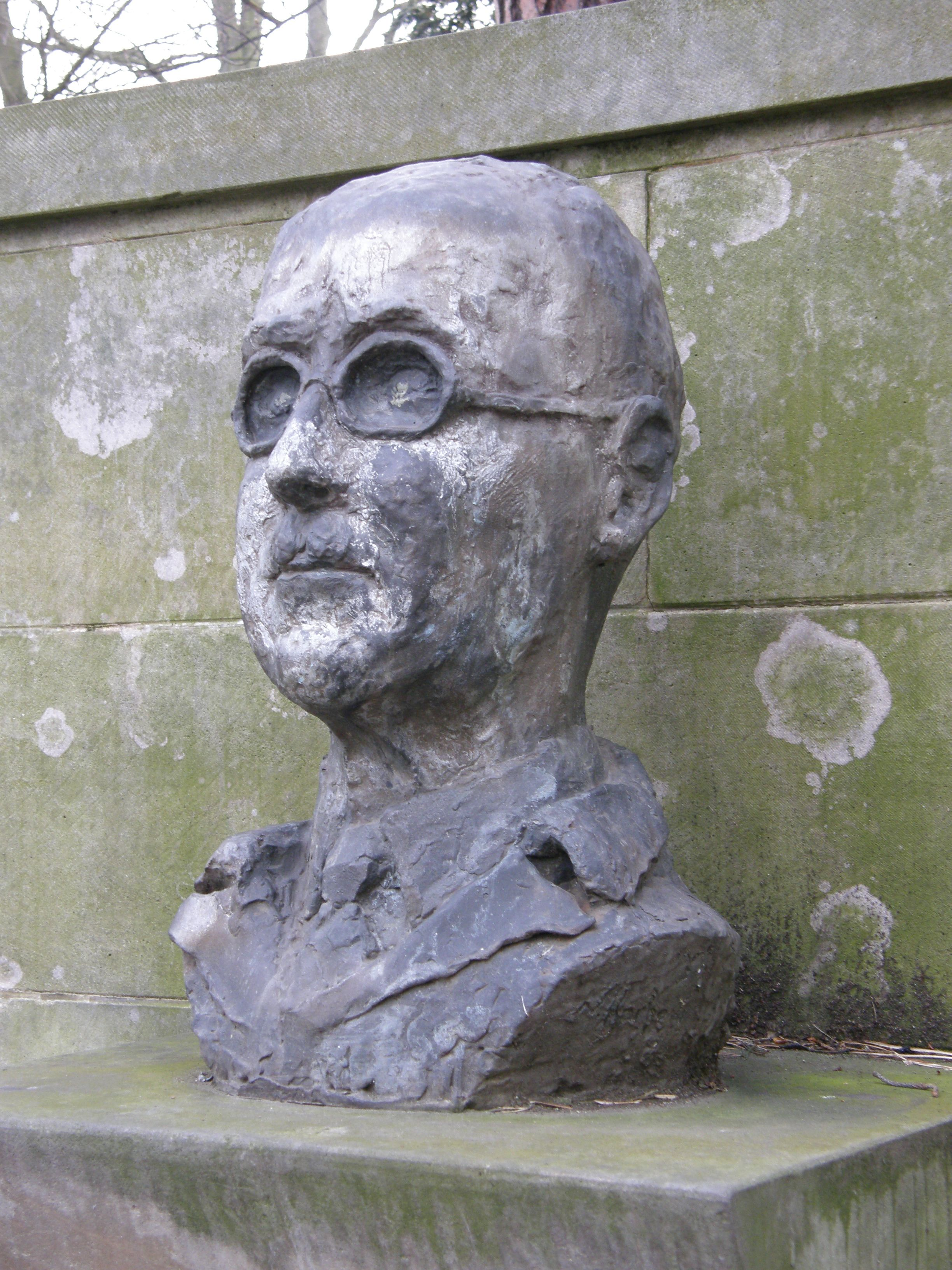
Bronzebüste von Nando Barberi in Berlin-Grunewald

Sondermarke 1975

Der Asteroid (13086) Sauerbruch und das Ferdinand-Sauerbruch-Gymnasium im sächsischen Großröhrsdorf wurden nach ihm benannt.

### Hörspiel
- Aus dem Leben eines Arztes. Der Chirurg Ferdinand Sauerbruch erzählt  von Alfred Prugel, Produzent: NWDR Hamburg (1952), Regie: Fritz Schröder-Jahn, mit Willy Maertens als Ferdinand Sauerbruch. Zu den weiteren Darstellern gehörten u. a. Eduard Marks, Mirjam Ziegel-Horwitz, Hans Paetsch, Erwin Linder, Hans Lietzau, Helmuth Gmelin, Werner Riepel und Walter Giller.

### Filme
- Sauerbruch – Das war mein Leben (BRD 1954), Spielfilm in Anlehnung an Sauerbruchs angebliche Autobiographie gleichen Titels. Mit Ewald Balser in der Hauptrolle.
- Die dunklen Jahre (Fernsehen der DDR, 18. Dezember 1983), Teil der Serie Berühmte Ärzte der Charité. Mit Alfred Müller als Geheimrat Ferdinand Sauerbruch.
- In der zweiten Staffel der Fernsehserie Charité, die in den Kriegsjahren 1943–1945 spielt, wird Sauerbruch von Ulrich Noethen dargestellt.

### Heutige Bewertung des Verhältnisses zum NS-Staat
2014 berief die Stadt Hannover einen Beirat aus Fachleuten zur Überprüfung, ob es bei Personen als Namensgeber für Straßen „eine aktive Mitwirkung im Nazi-Regime oder schwerwiegende persönliche Handlungen gegen die Menschlichkeit gegeben hat“. Der Beirat empfahl im Oktober 2015, zehn Straßen umzubenennen, darunter auch den Sauerbruchweg im Stadtteil Groß-Buchholz. Laut der Hannoverschen Allgemeinen Zeitung „liest sich der Bericht zwar nicht wie ein Urteil über einen NS-Haupttäter“, da Sauerbruch weder Parteimitglied noch Antisemit war, bis zuletzt zu jüdischen Freunden wie Max Liebermann Kontakt hielt und auch beim Reichsjustizminister gegen das Euthanasieprogramm persönlich protestierte, jedoch muss er Kenntnis von Experimenten an KZ-Häftlingen gehabt haben, wodurch er laut dem Beirat die Taten des NS-Unrechtssystems unterstützt habe. Der Historiker Christian Hardinghaus kommt 2019 nach Sichtung der an Sauerbruch gerichteten Forschungsanträge zu einem anderen Schluss: Sämtliche an Sauerbruch gerichteten Anträge enthalten keinen Hinweis auf Versuche, durch die Menschen zu Schaden kamen. Da dies aber in drei bekannten Fällen zutraf, wie sich im Nürnberger Ärzteprozess ab 1946 herausstellte, müssen die Anträge bewusst kaschiert formuliert gewesen sein. Damit stützt Hardinghaus die Beurteilung des Historikers Notker Hammerstein, der bereits 1999 schreibt, dass alle Anträge, die Sauerbruch als Fachspartenleiter Medizin im Reichsforschungsrat zugingen, klassischen und seriösen Themen der Anthropologie zuzurechnen seien, die keinerlei Hinweise auf Experimente an oder Schädigungen von Menschen zulassen würden. Der Beirat von Hannover kritisiert Sauerbruch dafür, nicht gegen einen Menschenversuch protestiert zu haben, der bei der Fachtagung Ost im Mai 1943 vorgestellt wurde. Dort hatte Sauerbruchs ehemaliger Schüler, der nun der Anstalt Hohenlychen vorstehende Chirurg:S. 421 und Sportmedizin-Professor Karl Gebhardt vor Militär und SS-Ärzten von Sulfonamid-Versuchen an verurteilten Partisanen gesprochen. Hardinghaus ist der Ansicht, dass Protest nicht möglich gewesen wäre, ohne die eigene Hinrichtung und Repressalien gegen Familienangehörige in Kauf zu nehmen.
Am 1. November 2018 stellte der Beirat seinen Abschlussbericht vor und empfahl nunmehr, 17 Straßen umzubenennen, einschließlich des Sauerbruchwegs. Lokalpolitiker sowohl von der SPD als auch von der CDU legten umgehend Einspruch ein. Die Empfehlungen seien im Bezirksrat Buchholz-Kleefeld „deutlich nicht mehrheitsfähig“ und die Anlieger seien mit großer Mehrheit gegen Umbenennungen.
Hardinghaus wertet in seiner Biographie Ferdinand Sauerbruch und die Charité das „Tagebuch“ (so Hardinghaus) des zwangsverpflichteten Chirurgen Adolphe Jung aus und kommt darin zu dem Schluss, dass Sauerbruch insgeheim, aber nachweisbar mit den Gegnern des Nazi-Regimes zusammengearbeitet habe. Udo Schagen kritisiert hingegen, dass es sich bei den Aufzeichnungen von Jung nicht um ein Tagebuch, sondern um Aufzeichnungen handle, die erst nach dem Zweiten Weltkrieg entstanden sind, erstellt möglicherweise für die Familie oder als Rechtfertigung vor einer drohenden französischen Untersuchungskommission.

## Nachfahren
Ferdinand Sauerbruchs erstes Kind, eine im Herbst 1908 geborene Tochter, starb wenige Monate nach ihrer Geburt an Kinderlähmung. Das zweite Kind, Sohn Hans Sauerbruch (1910–1996), war ein bekannter Maler und der Vater des Architekten Matthias Sauerbruch und des Künstlers Horst Sauerbruch. Der zweite Sohn Friedrich (* 31. August 1911 in Zürich), von seinem Vater „Friedel“ genannt, wurde auch Chirurg, assistierte seinem Vater, war ab 1. Juli 1942 Oberarzt und im selben Jahr in einem Frontlazarett als Militärarzt tätig. Nach dem Krieg kehrte er aus einem Gefangenenlager in Niederschlesien zurück, dessen russischen Kommandanten sein Vater noch als Chef der Chirurgischen Klinik in Berlin behandelt hatte.:S. 407 f. und 434 f. Friedrich Sauerbruch lebte in Berlin, wo er Chirurg an der Charité war, und später in Moers. Der dritte Sohn Peter Sauerbruch (* 5. Juni 1913 in Zürich; † 29. September 2010) wurde, nachdem er beim Reiterregiment in Bamberg eingerückt war, Berufsoffizier und erhielt im Jahr 1943 das Ritterkreuz des Eisernen Kreuzes. Er war in die Pläne zum Attentat vom 20. Juli 1944 durch Claus Schenk Graf von Stauffenberg, mit dem er befreundet war und korrespondierte, eingeweiht. Sauerbruchs Tochter Marilen (* 27. April 1917 in Zürich; † 30. Dezember 2007 in München), von Ferdinand Sauerbruch „Die Katze“ oder auch „Katzenfrau“ genannt,:S. 156, 161, 319, 398 f. und 421 heiratete  Arthur Georgi junior, der als Verlagsbuchhändler Teilhaber des Paul Parey Verlags und erster Vorsitzender des Börsenvereins des Deutschen Buchhandels war. Der Enkel Tilman Sauerbruch hatte von 1992 bis 2012 den Lehrstuhl für Innere Medizin der Rheinischen Friedrich-Wilhelms-Universität Bonn inne.

## Veröffentlichungen (Auswahl)
- Ein Beitrag zum Stoffwechsel des Kalks und der Phosphorsäure bei infantiler Osteomalacie. Medizinische Dissertation Leipzig 1902.
- Klinische Beiträge zur Diagnose der eitrigen Perityphlitis. In: Correspondenz-Blätter des Allgemeinen ärztlichen Vereins von Thüringen. Band 31, Heft 7, 1902, S. 313–322.
- Experimentelles über Darmverletzungen nach Bauchkontusionen an der Hand eines Falles von Rectumruptur. In: Correspondenz-Blätter des Allgemeinen ärztlichen Vereins von Thüringen. Band 32, Heft 2, 1903, S. 21–26.
- Experimentelles zur Chirurgie des Brustteils der Speiseröhre. Breslau 1905 (Habilitation).
- Die Anastomose zwischen Magen und Speiseröhre und die Resektion des Brustabschnittes der Speiseröhre. In: Zentralblatt für Chirurgie. Band 32, 1905, S. 81 ff.
- Kriegschirurgische Erfahrungen. Vortrag gehalten auf dem Schweizer Chirurgenkongress 1916, Springer 1916
- mit Emil Dagobert Schumacher (und anderen[1]:S. 157): Technik der Thoraxchirurgie. Julius Springer, Berlin 1911; erste Ausgabe von:
- Die Chirurgie der Brustorgane. 2 Bände. Springer, Berlin 1920–1925; 3. Auflage ebenda 1928–1930.
  - In der 2. Auflage werden in Band 1 (Erkrankungen der Lunge, 1920) als Mitarbeiter aufgeführt: W. Felix, L. Spengler, L. v. Muralt, E. Stierlin und H. Chaoul, Band 2 (Die Chirurgie des Herzens) erschien 1925. Mitarbeiter waren u. a. Georg Schmidt, Lebsche, Jehn, Chaoul,[71] explizit im Titel aufgeführt war Walther Felix für seinen anatomischen Abschnitt. Die 3. Auflage  des ersten Bandes erschien in zwei Teilen: Teil 1 (Anatomie), 1928, Mitarbeiter H. Alexander, H. Chaoul, W. Felix, Teil 2 (Chirurgische Behandlung der Lungentuberkulose) 1930. Es gab aber auch Beiträge vieler weiterer Autoren, auch wenn sie nicht explizit auf dem Titel genannt wurden.
- Hans Weberstedt (Hrsg.): Deutschland fordert Gleichberechtigung. Eine Sammlung von Aufsätzen und Rundfunkreden über die Fragen der Gleichberechtigung, Sicherheit und Abrüstung. Armanen-Verlag, Leipzig 1933 (zusammen mit nationalsozialistischen Autoren wie Johann von Leers und Wilhelm Ziegler).
- Die willkürlich bewegbare Hand. 2 Bände. Springer Berlin 1916–1923.
- mit Rudolf Nissen: Allgemeine Operationslehre. Barth, Leipzig 1933.
- mit Mimica Herrmannsdorfer und Adolf Herrmannsdorfer: Praktische Anleitung zur kochsalzfreien Ernährung Tuberkulöser. Barth, Leipzig 1928; 2. Auflage ebenda 1929: 3. Auflage 1930.
- mit Hans Wenke: Wesen und Bedeutung des Schmerzes. Junker & Dünnhaupt, Berlin 1936.
  - 2., erweiterte und veränderte Auflage. Athenäum Verlag, Frankfurt am Main / Bonn 1961, mit Würdigung von Sauerbruch im Vorwort S. 10–15.
- Die chirurgische Behandlung der durch Inseladenome bedingten hypoglykämischen Zustände. In: Schweiz. Medizinische Wochenschrift. Band 70, 1940, S. 25 ff.
- Chirurgische Eingriffe am Herzen. Vortrag, gehalten 1937 in London. In: Ferdinand Sauerbruch, Hans Rudolf Berndorff: Das war mein Leben. (1951) 1956, S. 368–385.
- mit Hans Rudolf Berndorff: Das war mein Leben. Kindler & Schiermeyer, Bad Wörishofen 1951 [Vorwort: Berlin-Grunewald, 27. Juni 1950] (mit einem Anhang von Hans Rudolf Berndorff); mehrere Neuauflagen, bspw. Lizenzausgabe für Bertelsmann Lesering, Gütersloh 1956, Knaur, München 1995, ISBN 3-426-75026-0. (Die Behauptung des Verlags, es handle sich auch nur entfernt um eine „Autobiographie“, wird von seinem Schüler Rudolf Nissen bestritten; in: Helle Blätter, dunkle Blätter (172 ff.) beschreibt er genau die Entstehung des Textes zur Zeit schwerer Gedächtnisstörungen Sauerbruchs, der tatsächliche Autor sei Hans Rudolf Berndorff, das Buch strotze von Irrtümern. Allerdings hatte Sauerbruch bereits ab 1910[1]:S. 117–120 angefangen, seine Erinnerungen zu notieren.)[72]
- Vortrag („Schilderung der Geschichte der Chirurgie, ihrer Stellung in der Gegenwart und der Bedeutung dieses Zweiges der Medizin“), gehalten in der Preußischen Akademie der Wissenschaften. In: Hans Rudolf Berndorff: Ein Leben für die Chirurgie. Nachruf auf Ferdinand Sauerbruch. In: Ferdinand Sauerbruch: Das war mein Leben. (1951) 1956, S. 456–478, hier: S. 460–478.